# Bad Camberg
Bad Camberg (bis 1981 Camberg) ist mit über 14.000 Einwohnern die zweitgrößte Stadt im Süden des mittelhessischen Landkreises Limburg-Weilburg. Sie liegt im Hintertaunus, etwa 30 Kilometer nördlich der Landeshauptstadt Wiesbaden und 20 Kilometer südlich der Kreisstadt Limburg an der Lahn. Bad Camberg ist der Zentralort des Goldenen Grunds mit guter Infrastruktur und ein Unterzentrum mit Teilfunktion eines Mittelzentrums am Rande des Rhein-Main-Gebietes. Der anerkannte Kneippkurort ist der älteste seiner Art in Hessen und der drittälteste in Deutschland. Das Wahrzeichen der Stadt ist die Kreuzkapelle.

## Geographie

### Geographische Lage
Bad Camberg – die südlichste Gemeinde des Landkreises Limburg-Weilburg und des gesamten Regierungsbezirkes Gießen – liegt im Hintertaunus im Goldenen Grund, der als Verbindung der Idsteiner Senke mit dem Limburger Becken den Hintertaunus in eine Ost- und eine Westhälfte teilt; auch in Nord-Süd-Richtung ist die Stadt zentral in diesem gelegen. Bad Camberg liegt 18 Kilometer südöstlich von Limburg an der Lahn (die Kilometerangaben sind die Wege über die Straßen), 30 Kilometer nördlich von Wiesbaden, 45 km südwestlich von Wetzlar, 48 km nordwestlich von Frankfurt am Main (59 Kilometer über die Autobahn), 62 Kilometer südwestlich von Gießen und 68 Kilometer östlich von Koblenz.

### Höhen

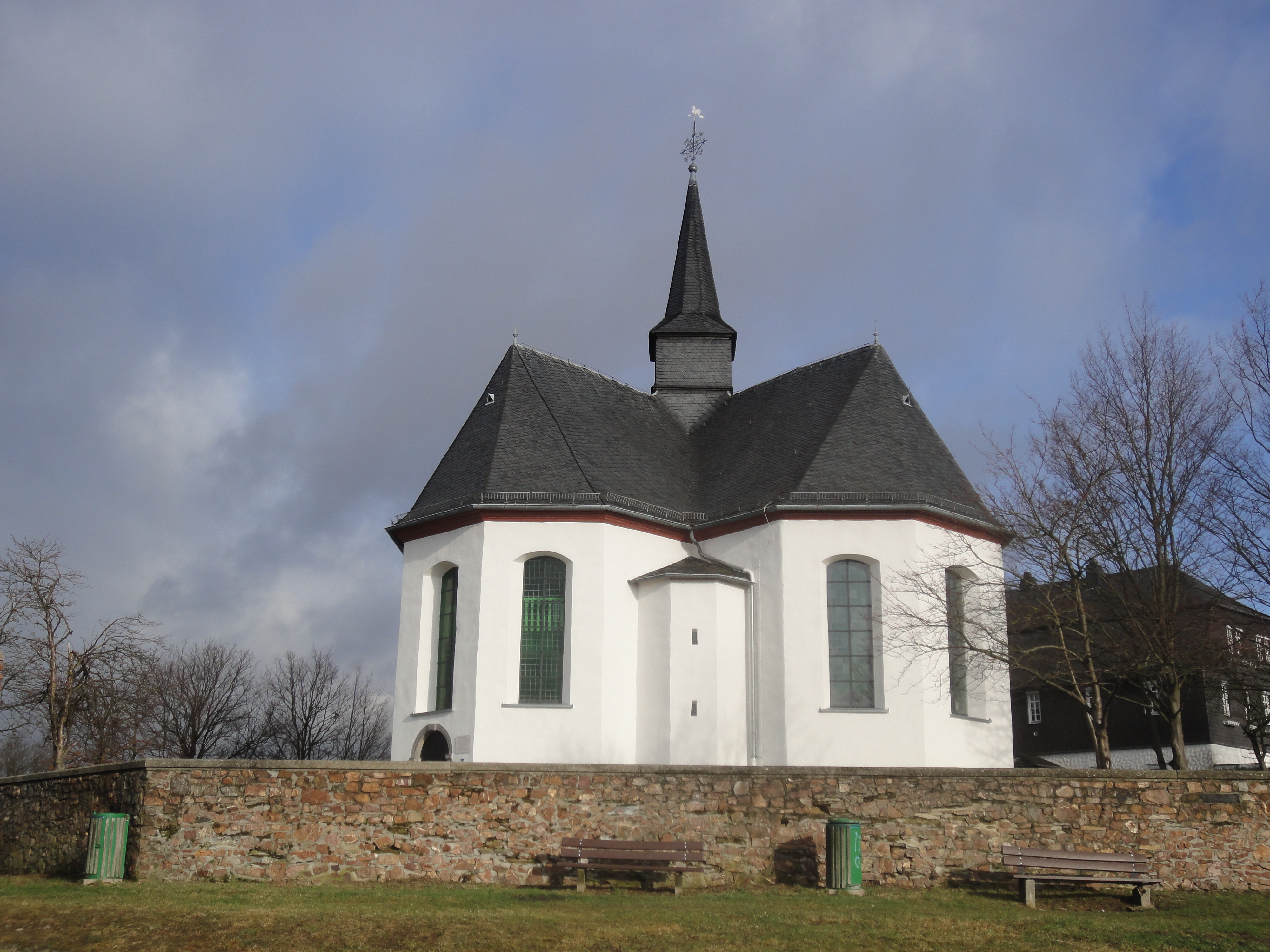
Kreuzkapelle

Die Stadt liegt auf einer Höhe von rund 200 Metern. Eine der höchsten Erhebungen des Landkreises Limburg-Weilburg, das Kuhbett (526 m), liegt in der Gemarkung der Kernstadt Bad Camberg an der Grenze zur Gemeinde Weilrod im Hochtaunuskreis. Unmittelbar an die Kernstadt schließt sich im Nordosten ein nicht benannter Hügel mit rund 320 Metern Höhe an, auf dem der Kreuzweg zur Kreuzkapelle führt. Die höchste Erhebung in der Gemarkung der Kernstadt befindet sich an deren Ostrand mit rund 490 Metern Höhe. Die Kernstadt-Gemarkung ist insgesamt trogförmig strukturiert, mit dem meist schwach eingeschnittenen Tal des Emsbachs in der Mitte. Am Westrand erhebt sich das Gelände mit dem Steinkopf auf bis zu 317 Meter.

### Ausdehnung des Stadtgebiets
Der Goldene Grund, der vom Emsbach durchflossen wird, erstreckt sich im westlichen Stadtgebiet von Süden nach Norden durch Bad Camberg. Hier liegen die Stadtteile Würges, Bad Camberg, Erbach und Oberselters (von Süd nach Nord). Das östliche Stadtgebiet ist mit den beiden Stadtteilen Schwickershausen und Dombach wesentlich dünner besiedelt und höher gelegen. Vom Goldenen Grund aus steigt das Land auf beiden Seiten zum Taunus an. Die Gemarkung der Kernstadt erstreckt sich lang in Richtung Südwest-Nordost.

### Nachbargemeinden
Die umliegenden Gemeinden von Bad Camberg sind (im Uhrzeigersinn, beginnend im Norden): Selters (Landkreis Limburg-Weilburg), Weilrod (Hochtaunuskreis), Waldems (Rheingau-Taunus-Kreis), Idstein (Rheingau-Taunus-Kreis), Hünstetten (Rheingau-Taunus-Kreis), Hünfelden (Limburg-Weilburg). Außer den zum Landkreis Limburg-Weilburg gehörenden Gemeinden sind alle Bad Camberger Nachbargemeinden nicht Teil des Regierungsbezirks Gießen, sondern des Regierungsbezirks Darmstadt.

### Geologie
Die Geologie des gesamten Stadtgebiets wird in den zwei Dritteln der Fläche östlich des Emsbachs von Schiefer und schieferhaltiger Grauwacke bestimmt, westlich des Emsbachs von Lössablagerungen. Dazwischen erstreckt sich ein Quarzkies-Band nach Osten, verschoben parallel zum Emsbach.
Die Geologie der Bad Camberger Kernstadt-Gemarkung wird in den Höhenzügen im Osten durch Grauwacke mit hohem Schieferanteil bestimmt. Die Kernstadt selbst wird im Osten von einem Quarzkiesvorkommen umschlossen, westlich der Stadt schließt sich eine Lössschicht an. Den Westrand der Gemarkung bilden wiederum im Süden ein Feld aus Grauwackenschiefer, im Nordwesten eisenschüssiger Schiefer und dazwischen der Steinkopf, ein Quarzitvorkommen.

### Stadtgliederung
Die Stadt besteht aus sechs Stadtteilen; Einwohnerzahlen Stand Juni 2016:
| Stadtteil               | Einwohnerzahl | Gesamtfläche in km² | davon Wald in km² | in % | Bevölkerungsdichte (Einwohner je km²) |
| ----------------------- | ------------- | ------------------- | ----------------- | ---- | ------------------------------------- |
| Bad Camberg (Kernstadt) | 7.022         | 19,91               | 10,89             | 54,7 | 352,6                                 |
| Erbach                  | 2.800         | 10,65               | 4,91              | 46,0 | 262,9                                 |
| Würges                  | 2.579         | 13,82               | 6,27              | 45,4 | 186,6                                 |
| Oberselters             | 1.022         | 4,21                | 0,84              | 19,9 | 242,7                                 |
| Schwickershausen        | 565           | 2,76                | 0,66              | 23,8 | 204.7                                 |
| Dombach                 | 336           | 3,26                | 1,38              | 42,3 | 103,0                                 |
| Bad Camberg (Gesamt)    | 14.324        | 54,61               | 24,95             | 45,7 | 257,4                                 |

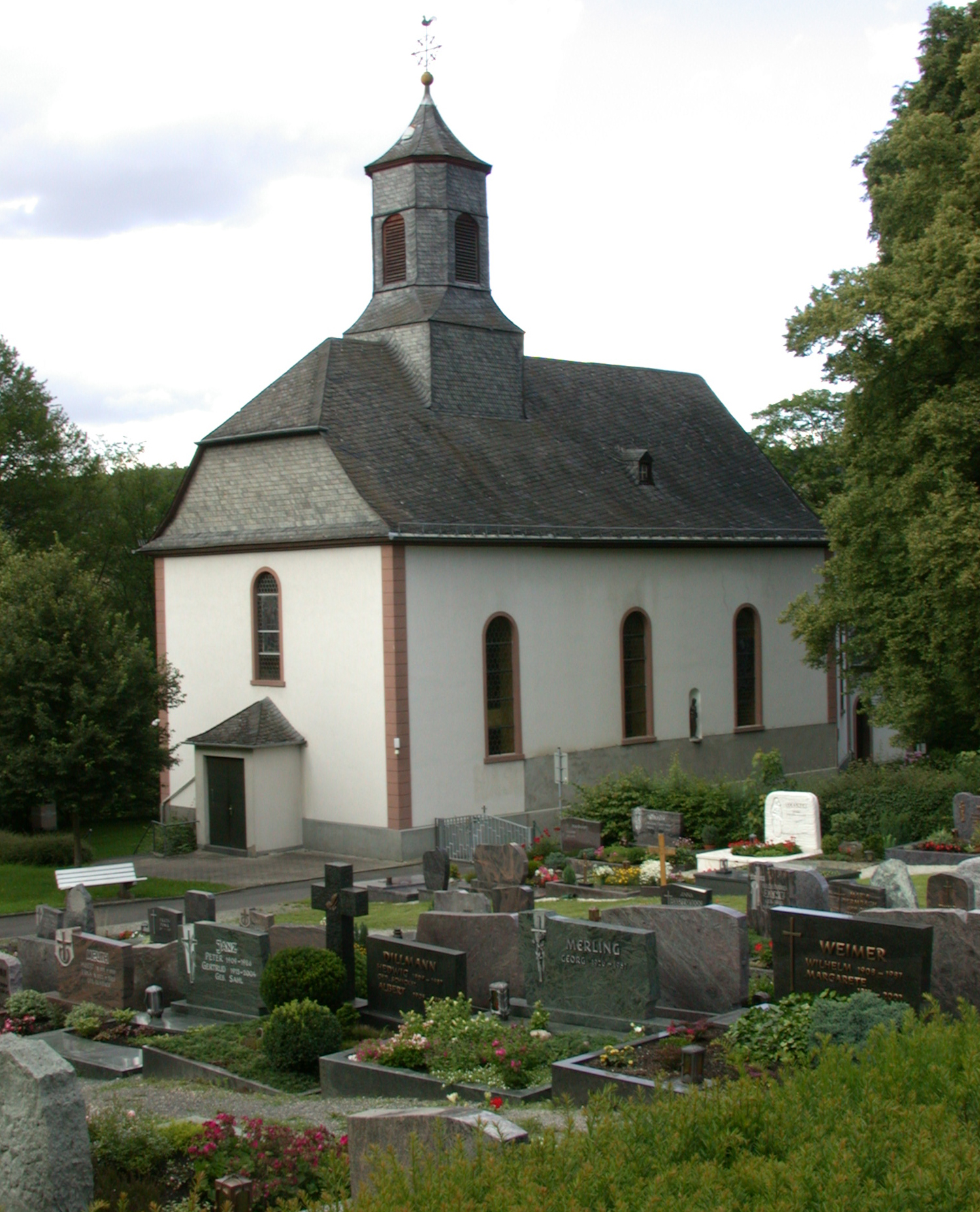
Pfarrkirche St. Georg in Schwickershausen
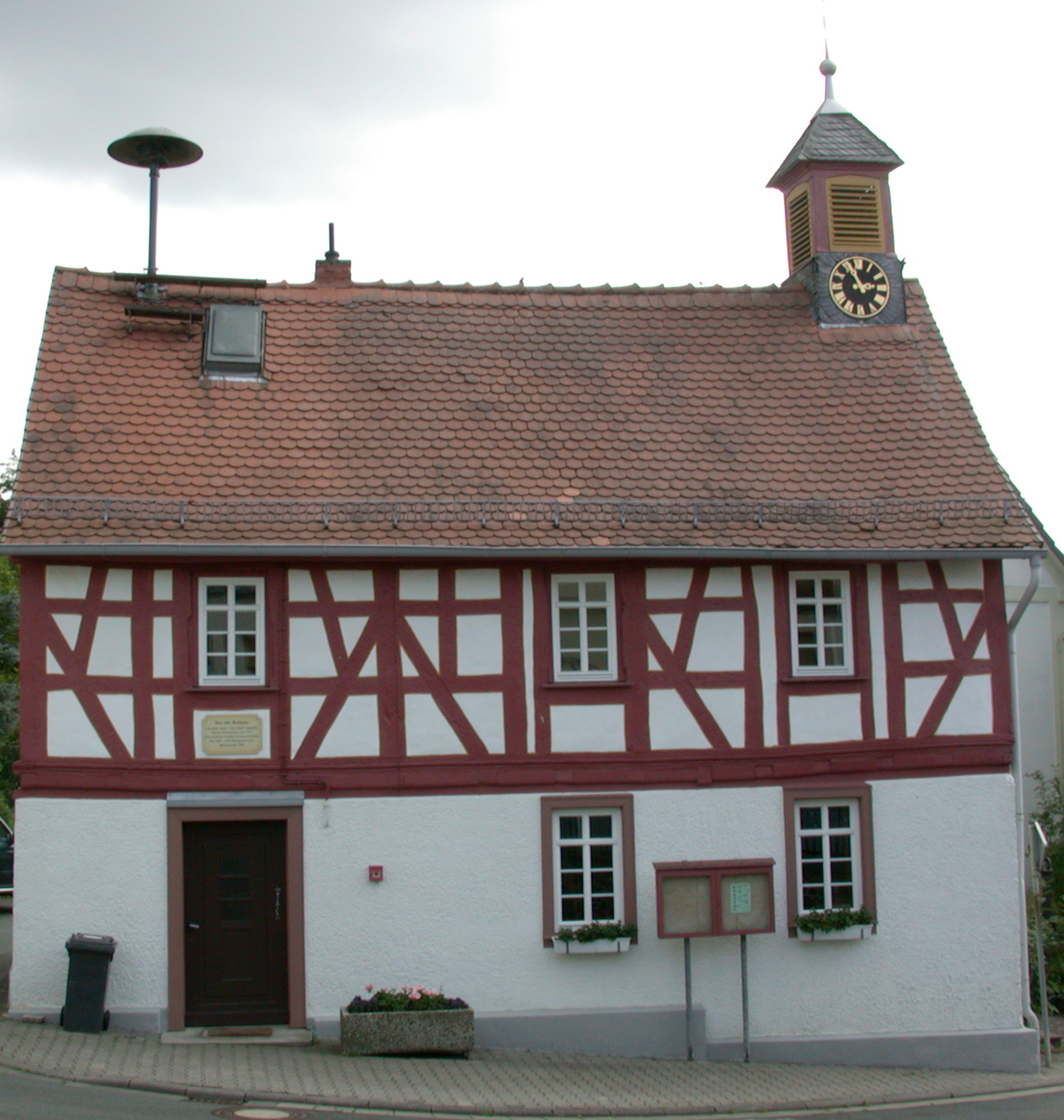
Altes Rathaus in Dombach, Traufseite
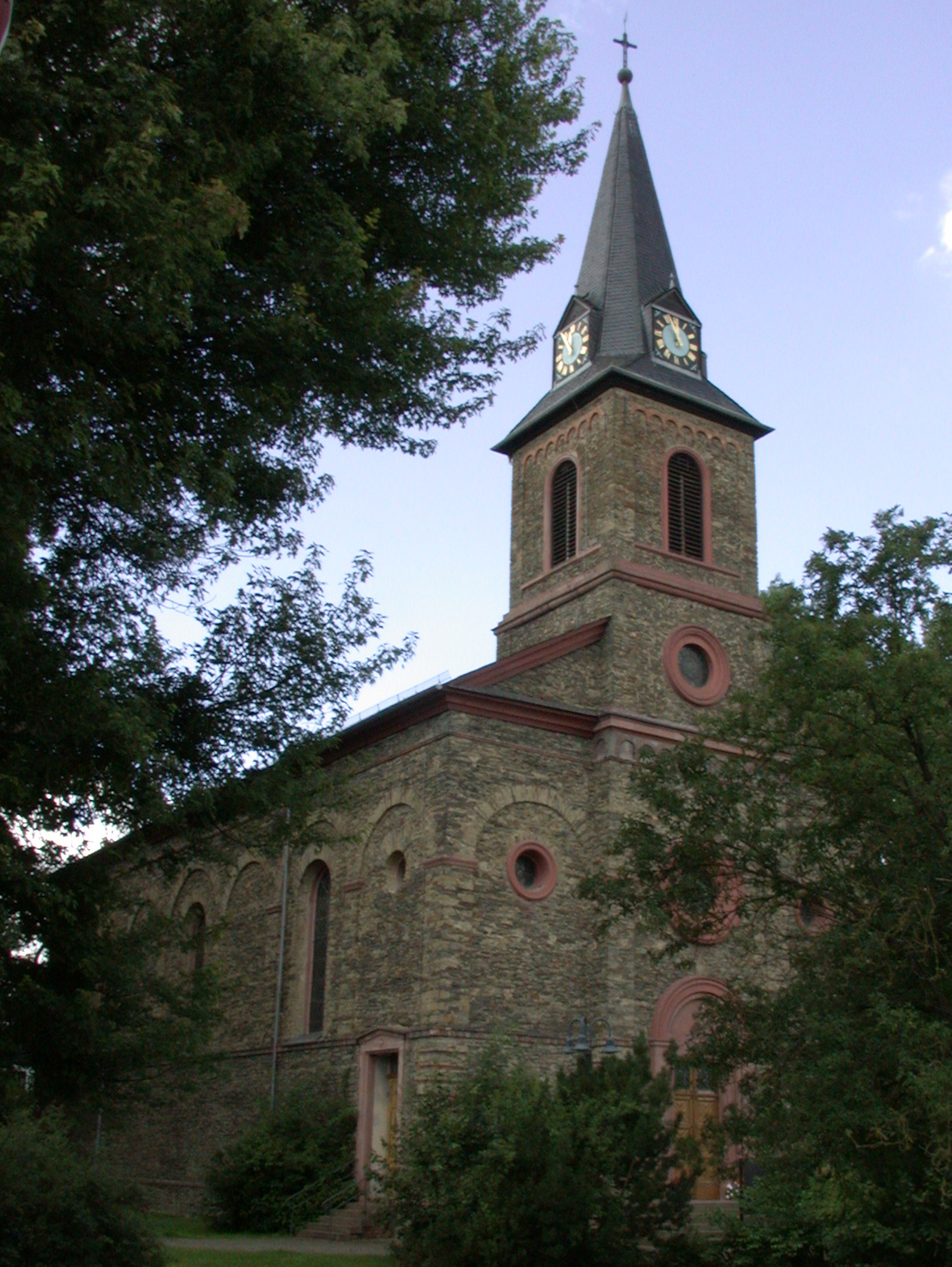
Pfarrkirche St. Ferrutius in Würges, Seitenansicht
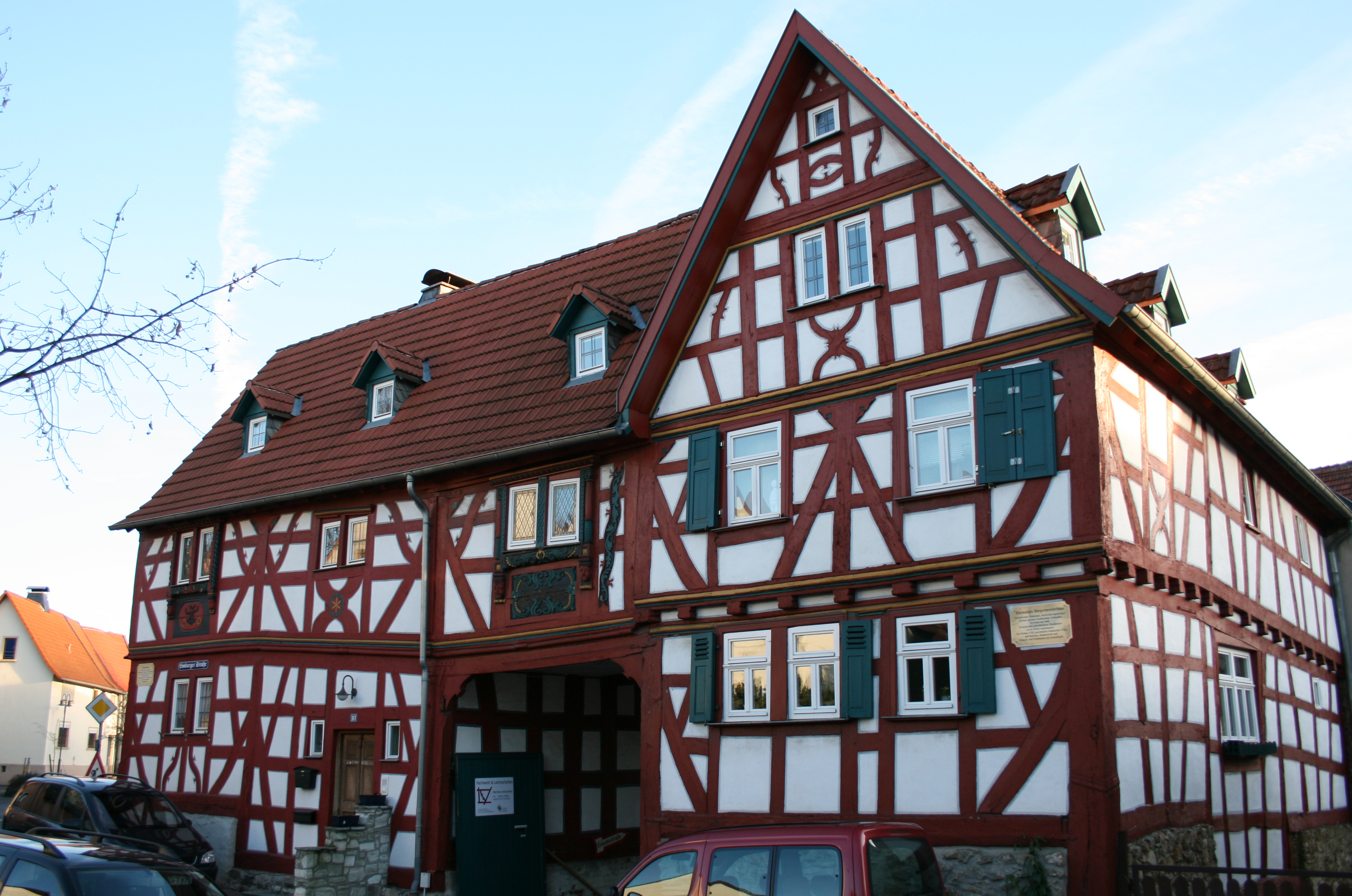
Altes Bürgermeisterhaus in Erbach
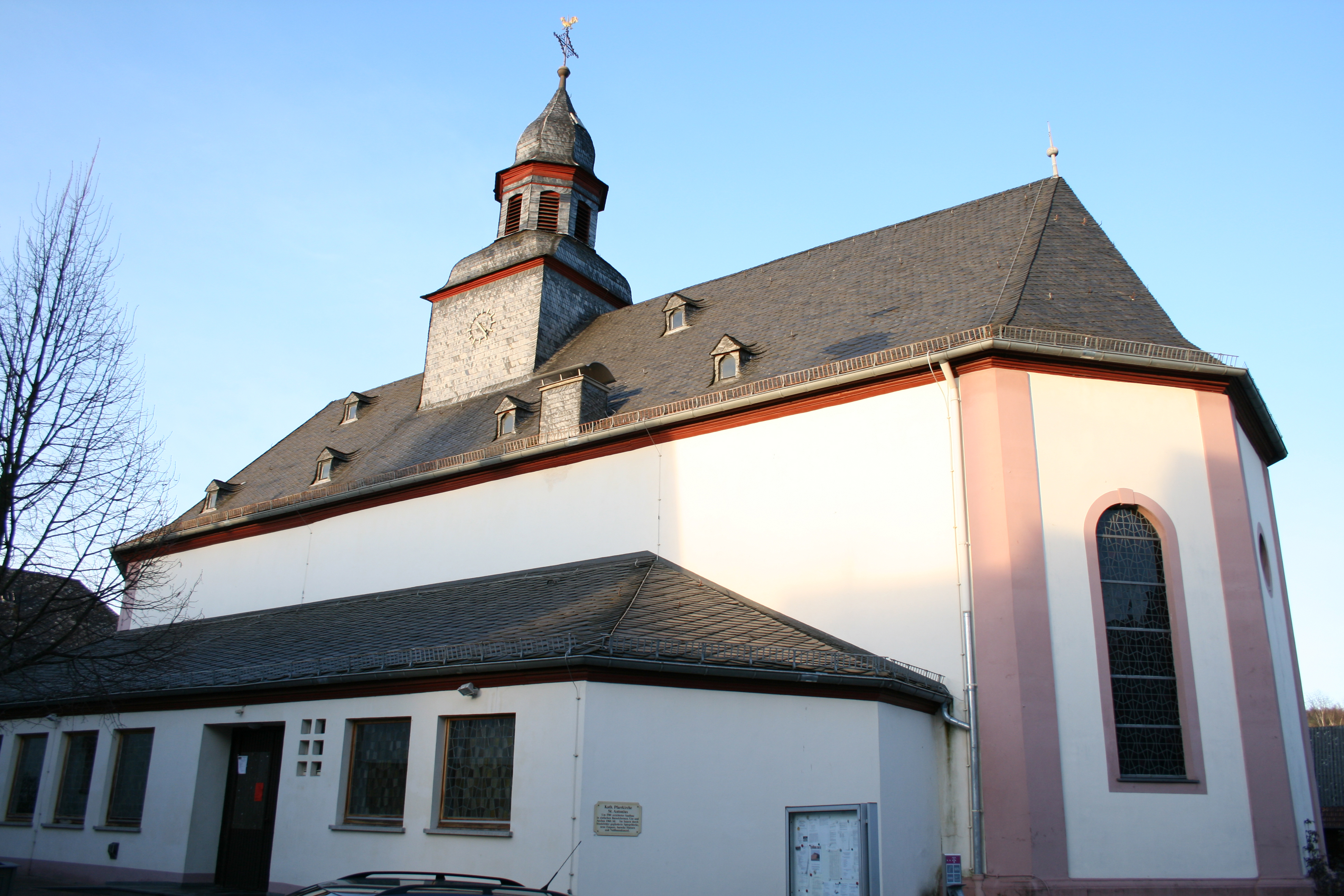
Kirche St. Antonius in Oberselters
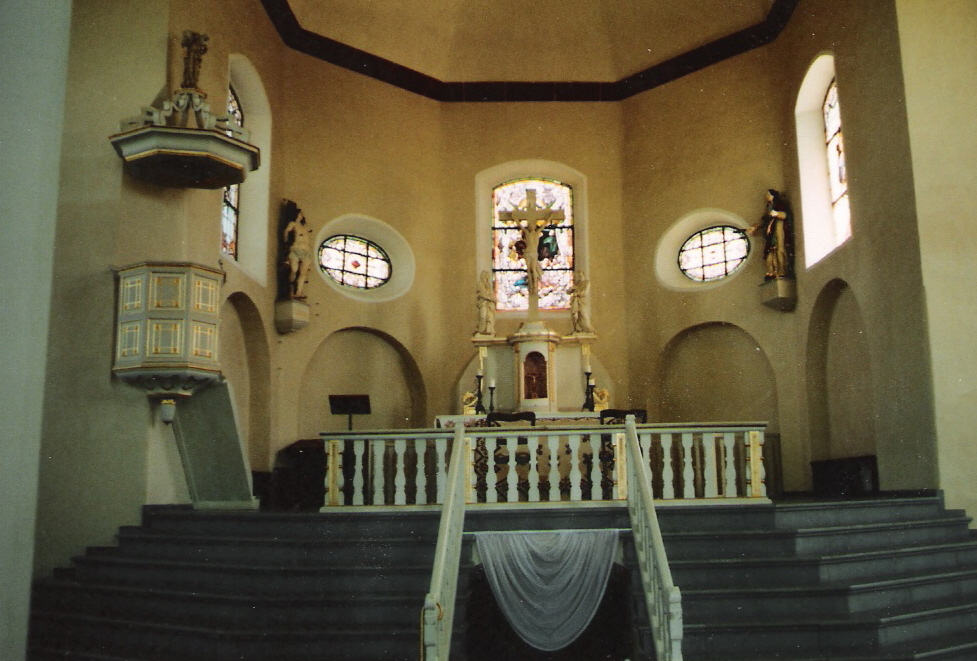
Kreuzkapelle Bad Camberg (innen)

## Geschichte

### Frühgeschichte

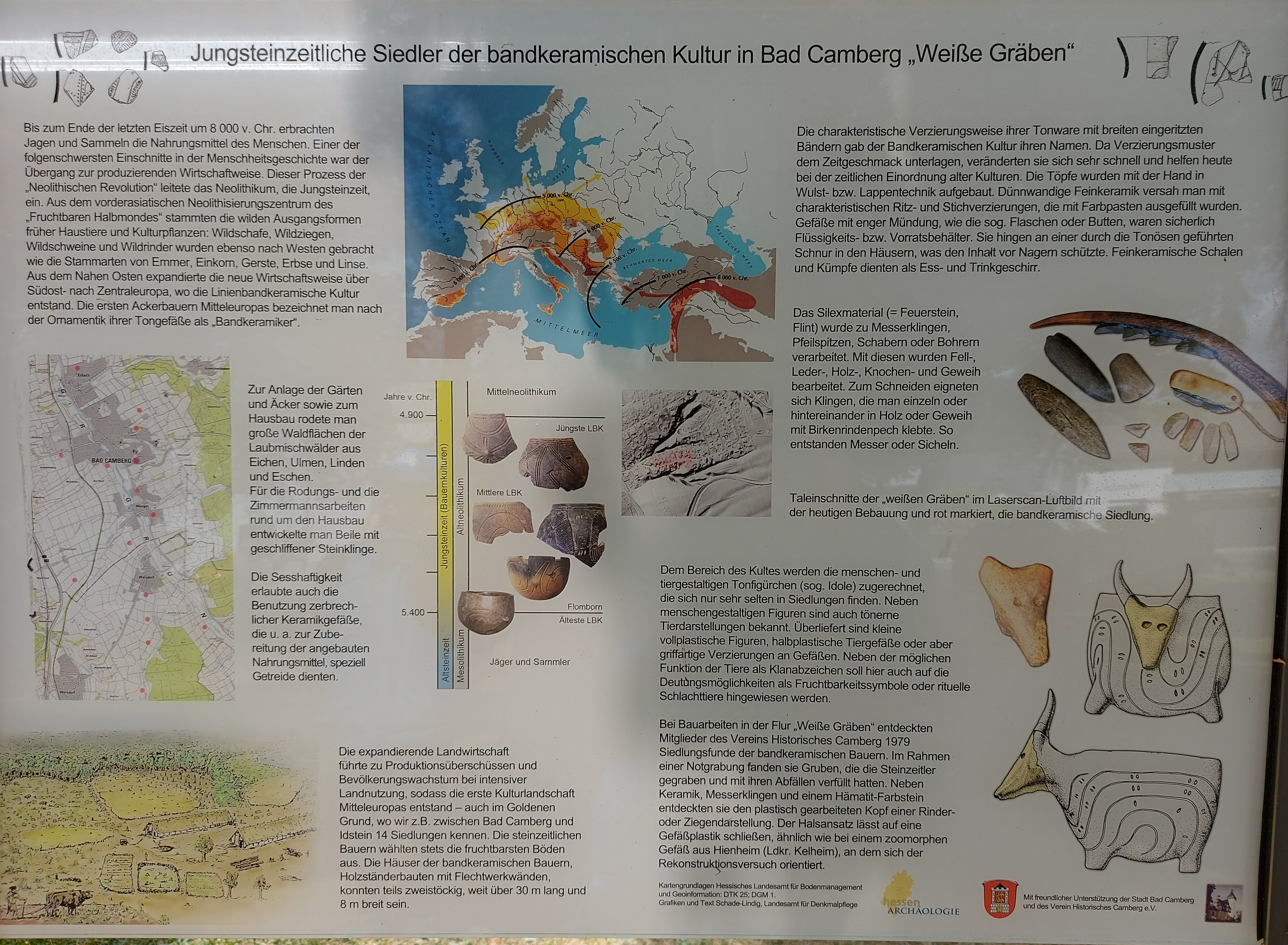
Infotafel zur Bandkeramik im Kurpark

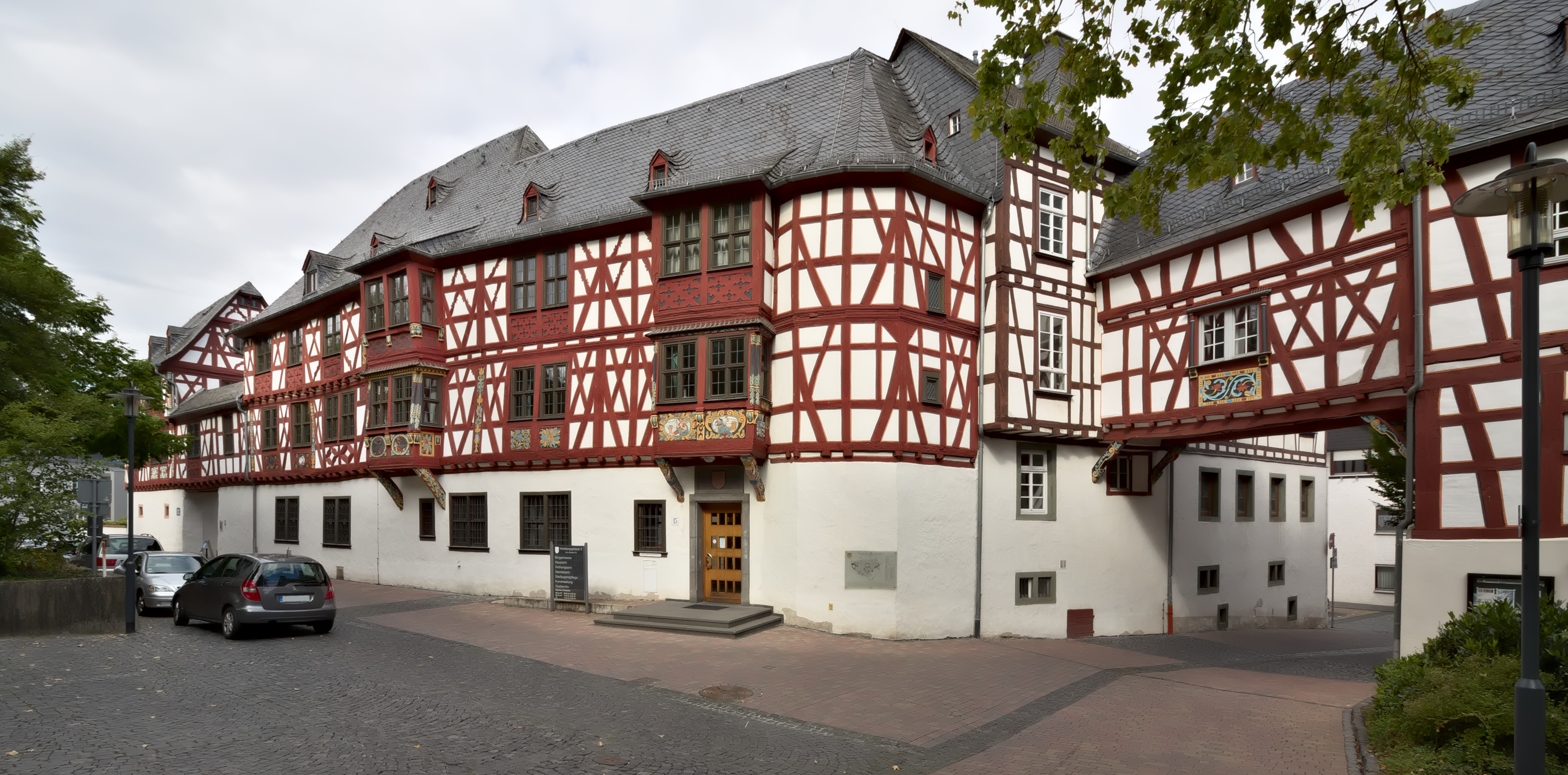
Südseite des Amthofs in Gesamtansicht. Im Vordergrund der Hohenfeldbau, im Hintergrund die ehemalige Rentmeisterei.

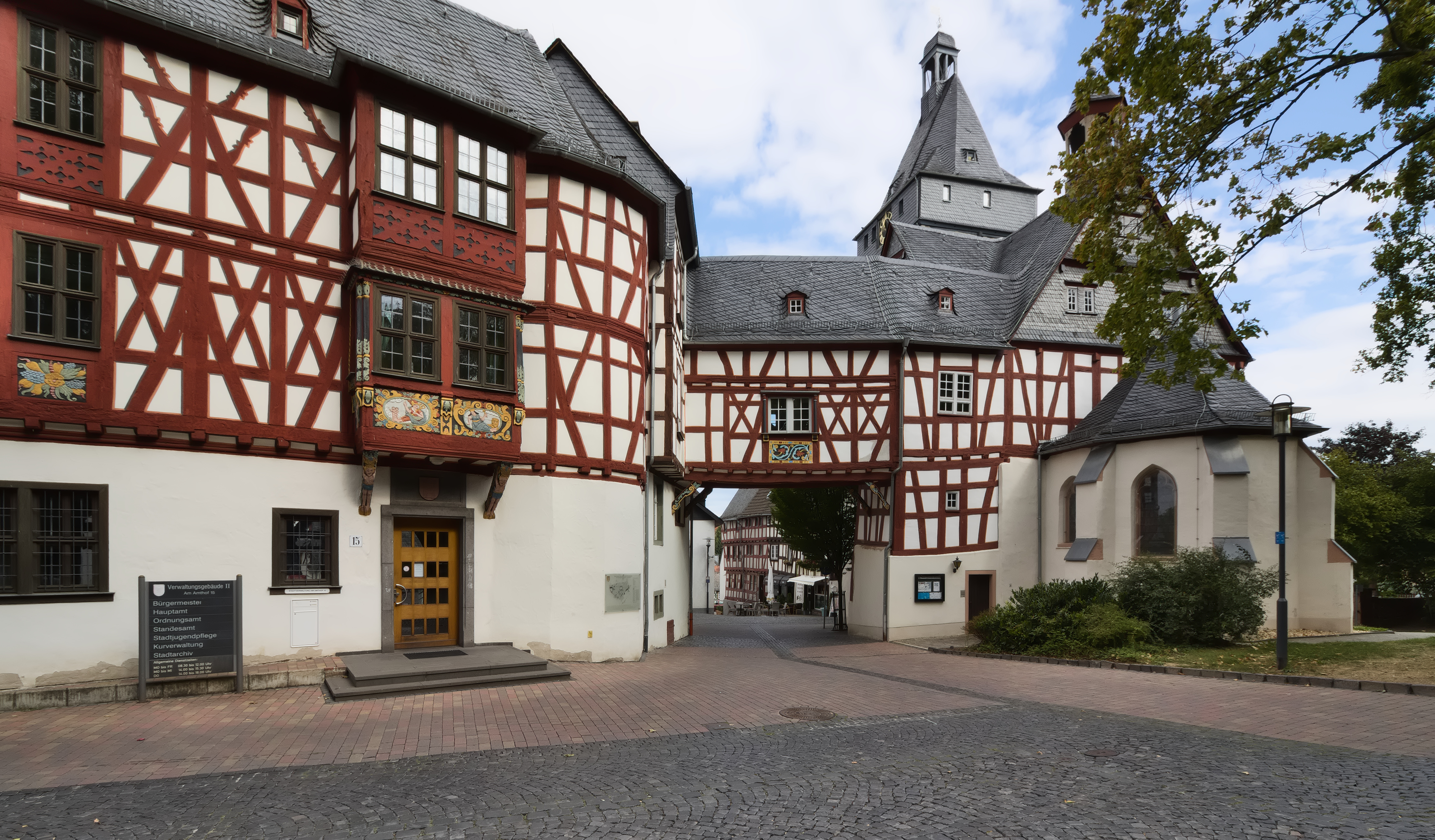
Südostseite des Amthofs mit der Haube des Oberturms im Hintergrund und der Apsis der Hohenfeldkapelle am rechten Bildrand

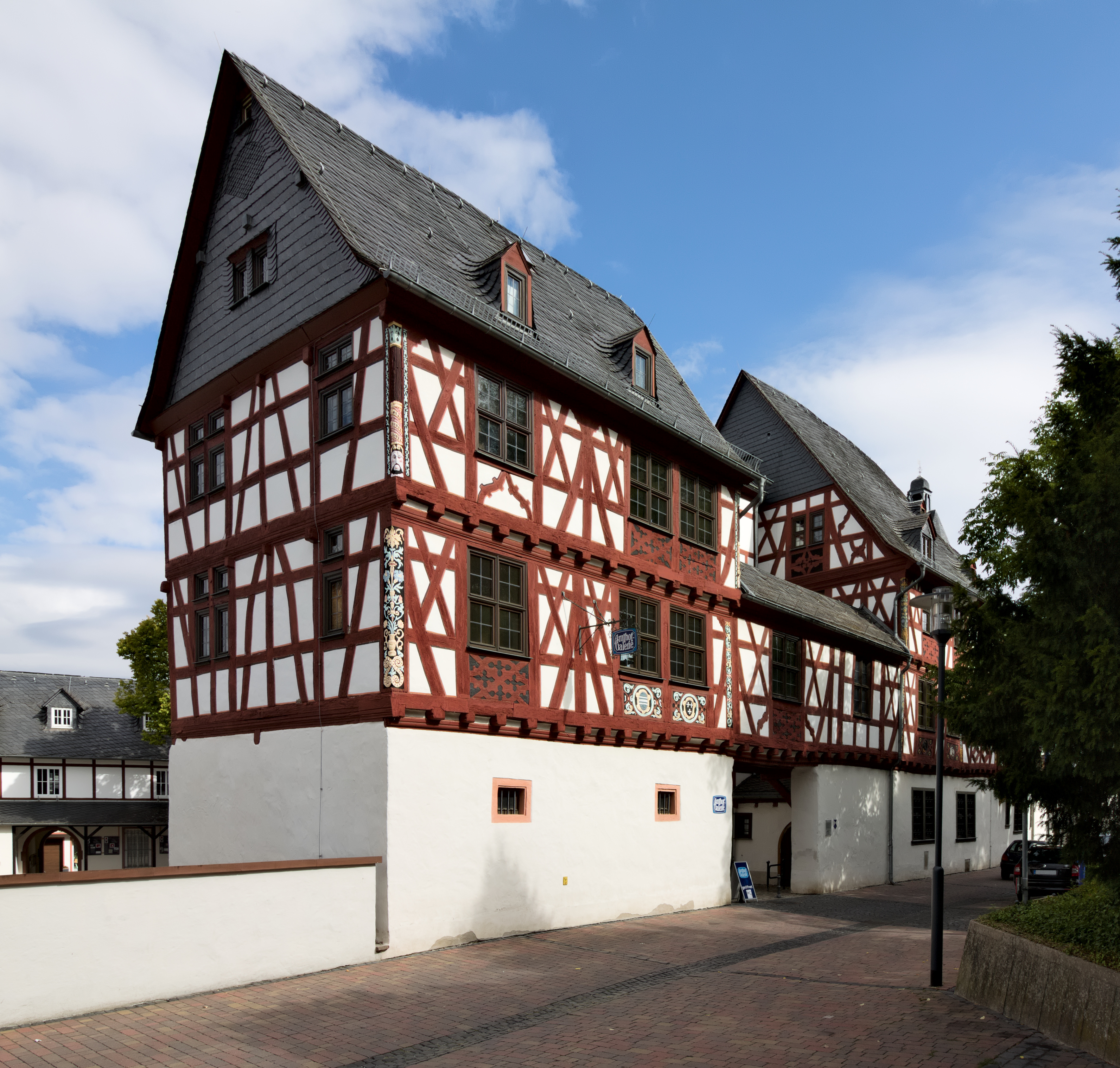
Südwestseite des Amthofs (ehemalige Rentmeisterei)

Der Bandkeramik-Kultur aus der Jungsteinzeit (5000–3000 v. Chr.), die ihre Bezeichnung aufgrund ihrer Töpferwaren erhielt, sind die ältesten Funde im Raum Camberg zuzurechnen. Während die meisten damaligen Gruppen auf Jagen und Sammeln angewiesen waren, produzierten die Bandkeramiker ihre Nahrung bereits durch Ackerbau (u. a. Emmer und Einkorn) und Tierzucht. Die Häuser waren überwiegend 20 bis 25 Meter lang und fünf bis sieben Meter breit. Innerhalb der Siedlungen werden immer unregelmäßige Gruben angetroffen, wobei deren Aushub zur Errichtung von Häusern verwendet wurde. Sie wurden immer wieder mit Abfällen wie Holzkohle, Tierknochen, Asche, Steine und Keramikscherben befüllt. In einigen bebauten Gebieten der Kernstadt haben die Straßen mehrere Abfallgruben angeschnitten.
Die zweite Siedlungszeit wird für die Zeit von 600 v. Chr. bis 500 v. Chr. ausgemacht. Die Hügelgräberfelder entlang der L 3031 Richtung Usingen werden dieser Zeit zugeordnet.

### Ersterwähnung
Am 6. Februar 1000 schenkte Kaiser Otto III. dem Kloster Burtscheid den Königshof Cagenberg, wobei ein eindeutiger Hinweis auf die Grafschaft fehlt. Cagenberg bedeutet vermutlich Berg des Cago, wobei Cago eine Abkürzung des Namens Garganhardt wäre, ein Name, der im Geschlecht der Konradiner, der Herren über den Lahngau im 10. Jahrhundert, mehrfach vorkam. Der Name des Hofs lässt darauf schließen, dass es sich bei ihm um eine vergleichsweise junge Siedlung handelte, möglicherweise aus dem 9. oder 10. Jahrhundert. Einige umliegende Orte wie Selters, Erbach, Würges und Dauborn sind bereits für das 8. Jahrhundert verbürgt. Allerdings ist nicht ausgeschlossen, dass es auch für Cagenberg eine Vorläufersiedlung gab.

### Kloster Seligenstadt, Grafschaft Diez (1053–1388), Stadtrecht (1281)
Nach einer Urkunde Kaiser Heinrichs II. von 1018 lag Cagenberg im Lahngau. Im selben Jahr wechselte der Hof vom Besitz Burtscheids in den des Klosters Seligenstadt. Aus dem Namen Cagenberg entwickelten sich Cainburg, Camburg, Kamberg und Camberg und nach anderen Angaben Cagenberc (1018), Kamberch (1156), Kahberg (1194), Kamberc (1197) und später Kaynburg. 1053 fiel die Ansiedlung an die Grafen von Diez, die nach dem Aussterben der Konradiner weite Teile von deren Besitz übernahmen. Bis 1388 sollten die Diezer Grafen die Stadt beherrschen. Bad Camberg war die südlichste größere Ansiedlung in Diezer Gebiet und wurde gegen die angrenzende Grafschaft Idstein besonders befestigt. In der Nähe des heutigen Amthofs befand sich die Burg Camberg. Am 27. August 1281 verlieh König Rudolf I., von Graf Gerhard IV. erwirkt, die Stadtrechte nach dem Vorbild der Frankfurter Rechtsordnung, die 1300 und 1336 erneuert wurden. Allerdings handelte es sich nur um eine Freiung und um keine vollständige Erhebung zur Stadt. Camberg hatte damit den Status einer Minderstadt. Erst 1356/57 und mit Bestätigung von 1365 erhielt Camberg die Stadtrechte in vollem Umfang. Spätestens mit diesem Rechtsakt begann der Bau einer Stadtmauer, der vermutlich um 1380 abgeschlossen war.
Neben den Landesherren hatten zahlreiche andere Grundherren Besitz in der Stadt, darunter das Limburger Georgsstift als eines der bedeutendsten.
Im Jahr 1311 ist erstmals ein Zentgericht in Camberg genannt, das bis um 1800 fortbestand. Spätestens 1548 oblag dem Camberger Gericht auch die Blutgerichtsbarkeit. Spätestens im 18. Jahrhundert scheint die Bedeutung des Gerichts aber erheblich zurückgegangen zu sein.
Nach dem Dreikönigsfest 1357 waren, wie die Limburger Chronik berichtet und die Legende weiter ausschmückt, die Camberger Wächter betrunken und schliefen, als Walsdorfer Raubritter versuchten, die Stadt auszurauben. Die Stadtmauer war damals noch im Bau, es musste also fast nur das Gebück überquert werden. Dort lebten jedoch Elstern (im Dialekt Atzeln), die den Raubversuch bemerkten und Alarm schrien. Dadurch wurden die Camberger aufgeweckt, der Angriff vereitelt und die Walsdorfer in die Flucht geschlagen. Noch heute wird die Atzel deshalb als „inoffizieller Wappenvogel“ der Stadt angesehen.

### Nassau-Dillenburg, Katzenelnbogen, Herren von Eppstein, Landgrafschaft Hessen (1388–1479)
Da die Grafen von Diez 1388 ausstarben, erbte Adolf von Nassau-Dillenburg die Stadt. Ab 1403 war die Stadt an Katzenelnbogen verpfändet. In dieser Zeit wurde Camberg von Frankfurt am Main besetzt, das mit Katzenelnbogen in Fehde lag, kurz darauf aber wieder zurückerobert. Nach dem Tod Adolfs von Nassau 1420 entstand ein Kondominium zwischen der Grafschaft Nassau-Dillenburg und den Herren von Eppstein, die 1428 sogar Drei Viertel der Stadt erhielten. 1452/54 kauften die Grafen von Katzenelnbogen ein Viertel der Stadt von Eppstein und ein weiteres Achtel von Dillenburg, wobei letzteres 1481 zurückverkauft wurde. Zwischenzeitlich verpfändeten alle Besitzer immer wieder für kürzere Zeit Anteile an andere Adlige oder an Kurtrier. Nach dem Aussterben des Hauses Katzenelnbogen erhob 1479 die Landgrafschaft Hessen Ansprüche auf das ehemals Katzenelnbogische Viertel der Stadt.
Der Wald von Camberg, Würges und Erbach gehörte 1421 einer Markgenossenschaft, in der zunächst die Grafen von Diez, dann die von Nassau die dominierende Stellung einnahmen.
Die Camberger Hauptkirche war bereits im Hochmittelalter dem heiligen Petrus geweiht. Patron der Camberger Pfarrei war das Limburger Georgsstift. Die früheste namentliche Erwähnung eines Priesters war 1156 ein Gernot. Damals umfasste das Camberger Kirchspiel bereits die heutigen Stadtteile sowie das inzwischen wüst gefallene Dorf Alsdorf bei Würges sowie Walsdorf. Die Pfarrei gehörte bis 1235 zum Erzbistum Mainz und ab diesem Zeitpunkt zum Erzbistum Trier, das später teilweise auch die Landeshoheit innehatte.

### Kurtrier und Nassau (1535–1794)

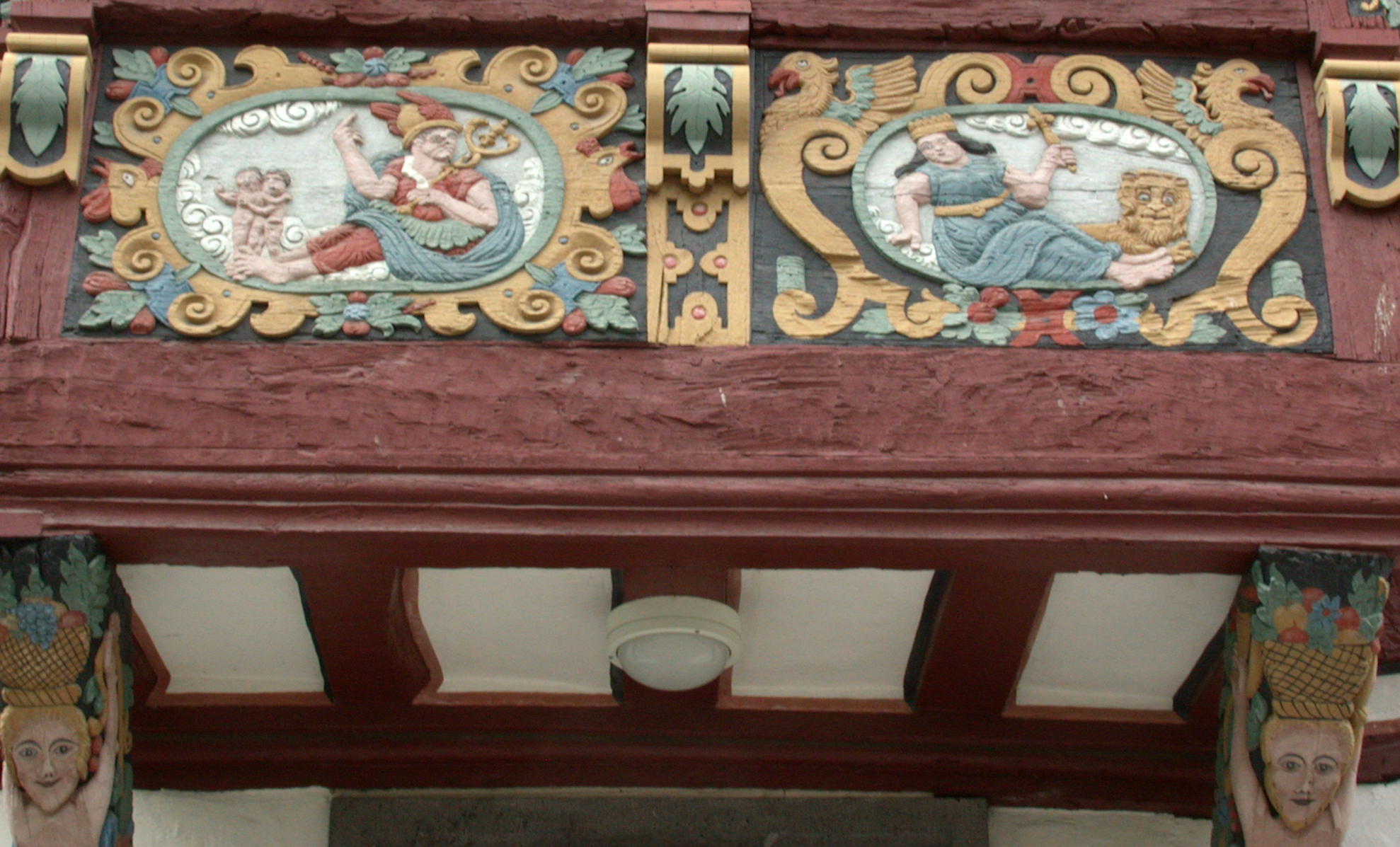
Detail des Schnitzwerks an der Amthof-Fassade

Im Jahr 1508 fiel Eppstein an die Grafen von Königstein. Als die Grafen von Königstein 1535 ausstarben, besetzte das Kurfürstentum Trier Camberg und erhielt die Hälfte der Stadt auf Dauer. Damit war eine gewisse Stabilisierung der Herrschaftsverhältnisse erreicht. Bis um 1800 gehörte Camberg jeweils zur Hälfte Kurtrier und Nassau, wobei der Nassauer Anteil mehrfach zwischen verschiedenen Linien des weit verzweigten Hauses wechselte. 1557 wurde im Frankfurter Vertrag das Hessische Viertel endgültig Nassau-Dillenburg zugeschlagen. Von 1607 bis 1628 gehörte ein Viertel, das davor und danach dillenburgisch war, Nassau-Hadamar. Im Jahr 1652 ging die Dillenburger Hälfte an Nassau-Diez und 1743 an Oranien-Nassau.

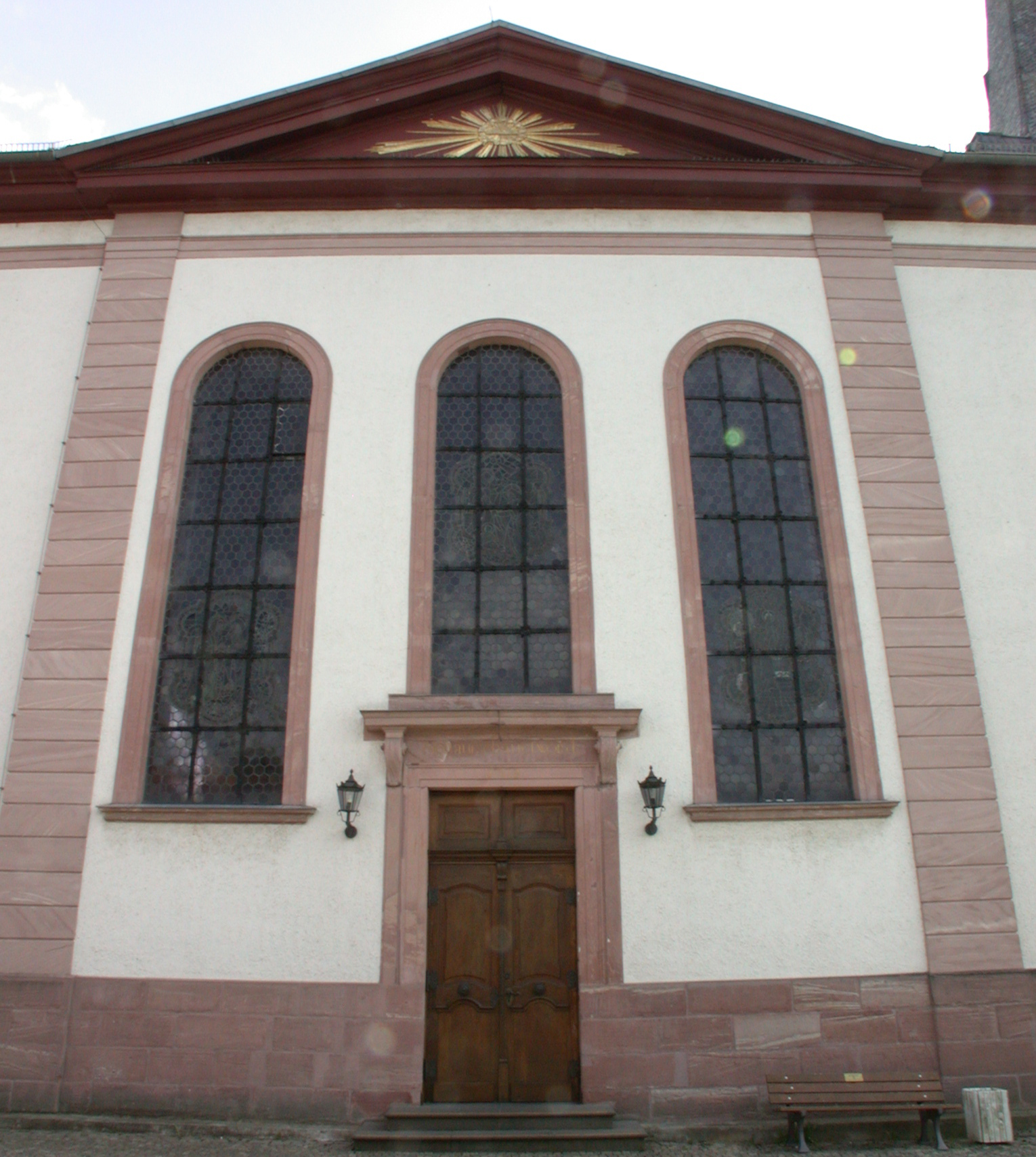
Seitenportal der katholischen Pfarrkirche St. Peter und Paul

In der frühen Neuzeit besaß Camberg weitgehend den Charakter einer Ackerbürgerstadt. 1404 werden erstmals zwei Bürgermeister, 1458 ein Stadtrat erwähnt, 1481 ein Rathaus. Um 1720 muss das Rathaus verfallen sein. Ein Neubau wurde geplant, jedoch nie umgesetzt. Vermutlich übernahmen bereits im 17. Jahrhundert die Amtmänner der Landesherren weitgehend die Aufgaben der Bürgermeister und die städtische Selbstverwaltung verfiel. Einen Rat gab es spätestens ab 1454, jedoch kam er über eine geringe örtliche Bedeutung nie hinaus. Im etwas größeren Umfang wurden Wollverarbeitung und Töpferei in der Stadt betrieben. Zumindest zwei Walkmühlen waren zeitweise vorhanden. Im Jahr 1581 bestanden sieben Zünfte in der Stadt, zu denen sich wegen der geringen Größe jeweils mehrere Gewerbe zusammenschlossen.
Die Stadtbefestigungen mit mächtiger Mauer und mehreren Türmen wurden bis ins frühe 18. Jahrhundert gepflegt, wenn auch für 1660 vollständig eingefallene Abschnitte erwähnt werden. Bis 1750 waren die Anlagen weitgehend verfallen und erfüllten keine militärische Funktion mehr.
Von 1535 bis 1794 stand das Amt Camberg unter der gemeinsamen Verwaltung des Hauses Nassau und von Kurtrier. Zu ihm gehörten neben allen heutigen Stadtteilen, auch Haintchen und später Eisenbach sowie Hasselbach. Für jeden der beiden Herren nahm ein Amtmann die Interessen in Camberg wahr. Durch den häufigen Wechsel der Herrschaft zwischen den verschiedenen nassauischen Linien gelang es den kurtrierischen Amtmännern, eine bedeutende Stellung auszubauen. Mit dem Amthof, dem heutigen Rathaus, verfügten sie zudem über einen dominierenden Gebäudekomplex in der Stadt. Die kurtrierische Amtswürde befand sich zumeist in den Händen einer der alteingesessenen Adelsfamilien von Heiden, von Hohenfeld oder von Schütz-Holzhausen. Für 1651 ist nachgewiesen, dass von Camberg aus auch die kurtrierischen Ämter Limburg und Villmar verwaltet wurden. Im Jahr 1625 wurde erstmals ein Lehrer in der Stadt erwähnt.
Die früheste Angabe über die Camberger Bevölkerung stammt von 1632 und gibt 80 Bürger an. Für 1700 sind 98 Haushalte, 104 Handfröner und fünf Witwen verzeichnet. 1790 wurde erstmals die Gesamtzahl der Einwohner mit 1003 angegeben. Im Jahr 1788 befanden sich 70,2 Prozent des Grundbesitzes in bürgerlicher, 26,2 Prozent in adeliger und 3,6 Prozent in geistlicher Hand.
Jüdische Einwohner sind erstmals für 1576 sicher nachgewiesen. 1662 wurden fünf jüdische Familien mit 32 Personen gezählt. Spätestens 1756 gab es eine Synagoge.
Die ersten Anordnungen der Verhütung eines Brandes im Zusammenhang mit häuslichen Feuerstätten in Textform im Kurfürstentum Trier vom 9. Mai 1721 führten auch in Camberg zu erheblichen Verbesserungen der Bauweise der Gebäude.

### Hexenprozesse in Camberg
Hexenprozesse in Camberg wurden besonders in den Jahren 1629–1631, 1643–1644 und 1659–1660 durchgeführt. 14 Frauen und ein Mann wurden beschuldigt, acht Frauen wurden hingerichtet, eine starb in Haft. Die übrigen Beschuldigten wurden, oft nach Folterung, entlassen. Barbara Ordeneck war Opfer der letzten bekannten Hinrichtung.

### Ende der Mehrfachherrschaften, Preußen (ab 1866)

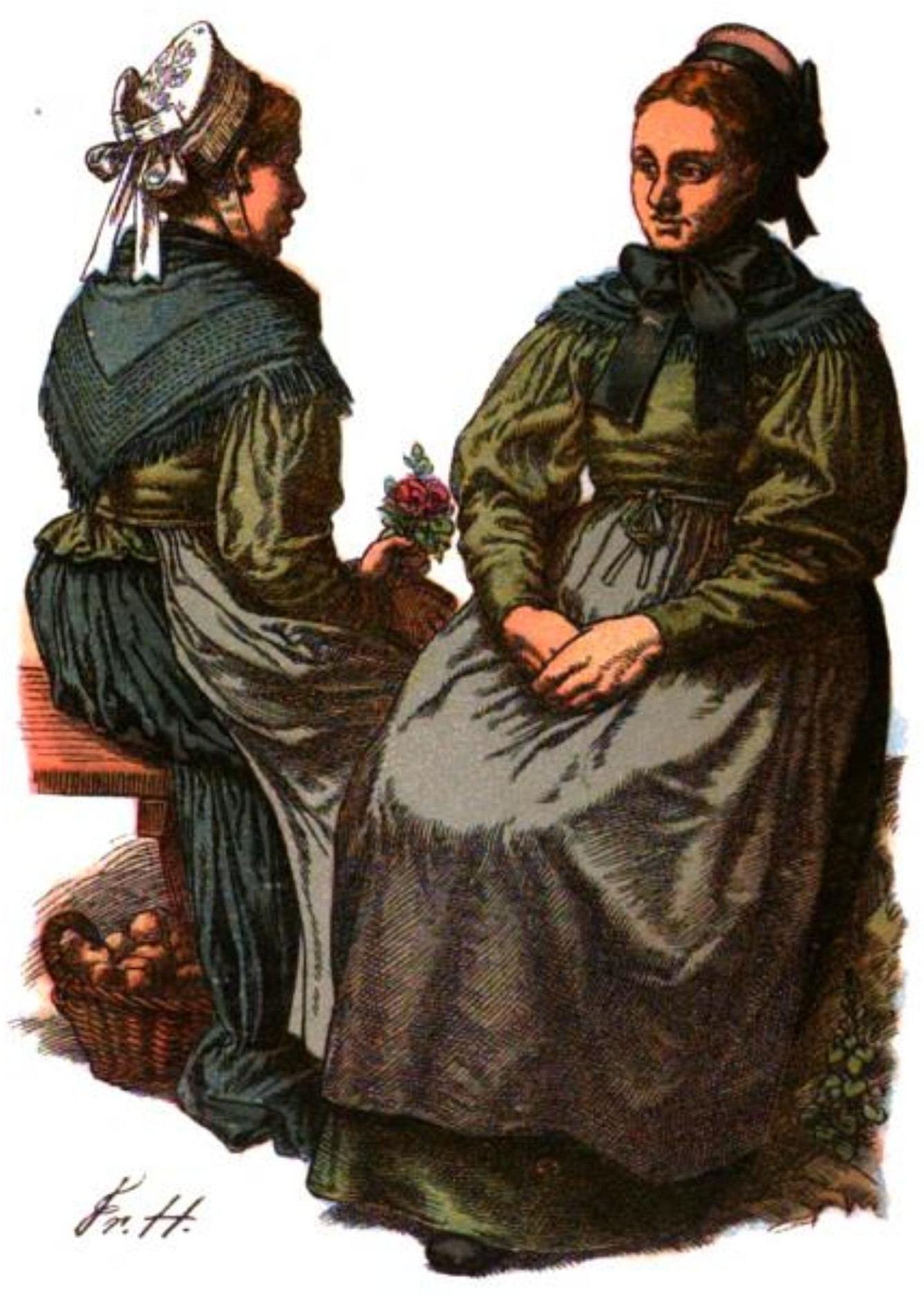
Tracht des ausgehenden 19. Jahrhunderts aus Bad Camberg und Würges

Im Jahr 1802 übernahm Nassau-Weilburg die kurtrierische Hälfte der Stadt. 1806 wurde aus Oranien-Nassau, Nassau-Usingen und Nassau-Weilburg das Herzogtum Nassau gebildet, somit endeten die Mehrfachherrschaften über die Stadt. Am Anfang des 19. Jahrhunderts wurde das Amt Camberg aufgelöst und zunächst dem Amt Kirberg (allerdings mit Sitz in Camberg), ab 1816 dem Amt Idstein angegliedert. Nach der Annexion des Herzogtums Nassau durch Preußen im Deutschen Krieg im Jahr 1866 fiel Nassau an Preußen, dort gehörte es der Provinz Hessen-Nassau, dem Regierungsbezirk Wiesbaden und dem Untertaunuskreis an. 1886 wurde Camberg Teil des neuen Kreises Limburg. Auch das Camberger Gericht wurde im Jahr 1808 eines Großteils seines Zuständigkeitsbereiches und seiner Kompetenzen beraubt.
Im Jahr 1810 unterrichtete der selbst taub geborene Hugo Freiherr von Schütz zu Holzhausen in Räumen des Amthofs erstmals „Taubstumme“. Damit war er in Deutschland einer die Pioniere auf diesem Gebiet. In den folgenden Jahren wurde aus den Unterrichtsstunden eine feste schulische Einrichtung und 1820 das „Herzoglich Nassauische Taubstummen-Institut“. Bis 1875 war es in einem Nebengebäude des Guttenberger Hofes in der Altstadt untergebracht. Auf einem von der Stadt Camberg geschenkten Gelände an der Frankfurter Straße wurde ab 1894 ein eigenes Gebäude für die Schule errichtet. Unter dem Namen Freiherr-von-Schütz-Schule befindet sie sich noch heute dort. Nach 1970 übernahm die Schule das benachbarte ehemalige Amtsgericht, 2001 wurde das Gebäude erweitert.
Im Jahr 1820 wurde neben der Kirche ein klassizistisches Schulgebäude errichtet und 1894 erweitert. 1873 begann der Lehrbetrieb einer Höheren Knabenschule und 1890 einer Höheren Töchterschule.
Im Jahr 1861 gründete Moritz Lieber ein Krankenhaus, das Lieber’sche Hospital, in der Gisbert-Lieber-Straße. Es wurde 1959 aufgelöst. Heute nutzt die Freiherr-von-Schütz-Schule das Gebäude.
Die Deutsche Revolution 1848/1849 führte in Bad Camberg, ähnlich wie im gesamten Nordwesten des Herzogtums, vor allem zur Formierung des politischen Katholizismus. Der örtliche Piusverein unter dem Vorsitz von Moritz Lieber gehörte im Februar 1850 mit sechs Filialen zu den größten im gesamten Herzogtum.

### Gewerbegebiet, Kurort (1927), Bad (1981)
Die Stadt dehnte sich im 20. Jahrhundert vor allem nach Westen aus, in Richtung des Bahnhofs. Ab den 1920er Jahren begann der Aufbau eines Gewerbegebiets westlich der Bahnlinie.
Kneippkurort ist Camberg seit 1927. Im Jahr 1937 wurde der Titel Anerkanntes Heilbad verliehen. Seit 1977 ist Camberg ein Staatlich Anerkanntes Kneippheilbad. Die Bezeichnung „Bad“ wurde Camberg 1981 verliehen, anlässlich der 700-Jahr-Feier der Stadtrechte. 1973 wurden die Hohenfeld-Kliniken fertiggestellt.

### Zeit des Nationalsozialismus

#### Etablierung der NS-Machtstrukturen durch die Familie Lawaczeck
Die Brüder Ernst Lawaczeck und Paul Lawaczeck waren bereits im Jahr 1928 für die „Bewegung“ im Kreis Limburg aktiv in Erscheinung getreten. Sowohl in Bad Camberg als auch im Kreis Limburg nahmen sie zentrale Funktionen ein. Dabei wurden die jeweiligen Rollen zwischen Ernst Lawaczeck und seinem zwölf Jahre älteren Bruder Paul planmäßig aufgeteilt. Ernst Lawaczeck, später Bürgermeister in Camberg, war dort Ortsgruppenleiter der NSDAP. Er amtierte 1939 bis 1941 als Kreisobmanns des NSDÄB in Limburg sowie als Abteilungsleiter für Volksgesundheit im Kreisstab der NSDAP. In Camberg selbst konzentrierte er sich auf die Verfolgung politischer Gegner, die nach der Machtergreifung der Nationalsozialisten systematisch und mit Unterstützung der SS betrieben wurde. Zur Festigung der NSDAP-Machtstrukturen betrieb Lawaczeck, wie er es in einem Schreiben an den Kreisleiter (1936) formuliert, den „Kampf gegen den Politischen Katholizismus“. Ernst Lawaczeck war als Bürgermeister maßgeblich an der Ausplünderung der Juden, aber auch der jüdischen Kultusgemeinde beteiligt, die er zugunsten regionaler NS-Funktionäre und der Gemeindefinanzen durchführte.
Paul Lawaczeck war vorwiegend auf der überregionalen politischen Ebene aktiv. Im Jahr 1924 war er zunächst Kreistagsabgeordneter für den Landkreis Limburg. Ab 1929 war er NSDAP-Abgeordneter im Provinziallandtag, ab 1934 Kreisdeputierter und von 1929 bis 1933 Kreisleiter der NSDAP in Limburg. Im Jahr 1936 wurde Paul Lawaczeck stellvertretender Landrat des Landkreises Limburg. Seine Ehefrau Anna (Ännie) geb. van Gelder (1886–1976) unterstützte das Regime als NS-Frauenschaftsleiterin.

#### Verfolgung der jüdischen Bürger und politischen Gegner
Am 1. April 1933 wurde der letzte demokratisch gewählte Bürgermeister, Johann Pipberger, im Zuge der Gleichschaltung aus dem Amt getrieben. Begründet wurde der Antrag auf Ausscheiden aus dem Amt mit „andauernder Dienstunfähigkeit“. Am 10. April wurde der Nationalsozialist Ernst Lawaczeck als kommissarischer Bürgermeister gewählt und in sein Amt eingeführt. Die eigentliche Wahl des Bürgermeisters, die einstimmig vollzogen wurde, fand am 10. Oktober 1933 statt. In der Sitzung der vereinigten Körperschaften der Stadt Camberg, dem Magistrat und der Stadtverordnetenversammlung, wurde der Dringlichkeitsantrag gestellt, Hitler und Hindenburg zu Ehrenbürgern der Stadt Camberg zu ernennen. Dieser Antrag wurde einstimmig angenommen. Ebenfalls einstimmig wurde der Benennung und Umbenennung folgender Straßen zugestimmt:
1. Strackgasse in Adolf-Hitler-Straße
2. Straße vom Badehaus zur evangelischen Kirche in Hermann-Göring-Straße
3. Allee vom Haus Schorn bis Chaussee nach der Tenne in Hindenburg-Allee
4. Stadtpark in Hindenburg-Anlage
5. Neugasse in Peter-Gemeinder-Straße
6. Grüner Platz in Horst-Wessel-Platz[13]

Dem NS-Terror in Camberg fiel zunächst der von 1905 bis März 1933 amtierende Bürgermeister Johann Pipberger zum Opfer, der von systemkonformen Gewalttätern am 2. August 1933 schwer misshandelt und die Treppe seines Hauses hinuntergeworfen wurde, wo er schwer verletzt liegen blieb. Ähnliche Gewaltakte wurden gegen weitere Bürger durchgeführt, zum Beispiel gegen Schreiner Emmel, Viehhändler Steinberg, Postmeister Schütz, Landesbankdirektor Hardeck, Familie Löwenberg, Berthold und Moritz Landau, Hermann Steinberg, Heinrich Schneider, Walter Bachenheimer, den Landwirt Peter Schmitt und seinen Sohn Philipp.
In der Reichspogromnacht wurde die Synagoge in der Schmiedgasse niedergerissen. Anschließend wurden jüdische Privat- und Geschäftshäuser geplündert und deren Bewohner durch den in den Straßen marodierenden Mob misshandelt. Nachdem viele Camberger Juden bereits in den frühen 1930er Jahren ausgewandert waren, begann mit der Pogromnacht der Auftakt zur endgültigen Vernichtung der jüdischen Bürger. Einige Wochen später wurden auf den Judenfriedhöfen alle Grabsteine umgeworfen. 1937 lebten noch 69 Juden in Camberg, 27 von ihnen gelang es, noch rechtzeitig auszuwandern. Allein im Jahr 1942 wurden acht jüdische Einwohner verschleppt und ermordet. Nach dem Krieg lebten keine Juden mehr in Camberg. Wenigen gelang die Flucht ins Ausland, der Textilhändler Hermann May emigrierte zunächst nach Amsterdam, wurde von dort aus später deportiert und ermordet. Die Familie des Metallwarenhändlers Moritz May floh noch in der Pogromnacht nach Frankfurt am Main, was sie jedoch, wie die meisten Camberger Juden, deren Schicksal noch nicht erforscht ist, nicht vor Deportation und Ermordung bewahren konnte. In Archiven, insbesondere im Hessischen Hauptstaatsarchiv Wiesbaden, existiert ein mehrheitlich noch nicht gesichteter und ausgewerteter Bestand von Devisen- und Entschädigungsakten zu den deportierten und ermordeten Camberger Juden die, wie das Gedenkbuch – Opfer der Verfolgung der Juden unter der nationalsozialistischen Gewaltherrschaft 1933–1945, Rückschlüsse über das Schicksal fast jedes Einzelnen ermöglichen.

#### Stufenkraftwerk als Prototyp der NS-Wirtschafts- und Energiepolitik
Der seit 1934 als Professor für Hydraulik an der Hochschule Danzig tätige Franz Lawaczeck, Bruder des NS-Bürgermeisters Ernst Lawaczeck und wie seine Brüder Paul und Ernst seit Mitte der 1920er Jahre Mitglied der NSDAP, konzipierte das von ihm erbaute Stufenkraftwerk Camberg gemäß der NS-Wirtschaftsideologie. Dieses Wasserkraftwerk, das die Landbevölkerung mit günstigem Strom versorgen sollte, hatte Franz Lawaczeck bereits 1932, also vor der sog. Machtergreifung, in der parteieigenen, unter der Herausgeberschaft von Gottfried Feder stehenden NS-Schriftenreihe Nationalsozialistische Bibliothek beschrieben. Zielrichtung des Projekts, das als Prototyp für die Stromerzeugung im NS-Staat gedacht war, sollte die systematische Ausschaltung des „jüdischen Großkapitals“ aus der Energiewirtschaft sein. Mittels der kommunalen Energiewirtschaft sollte ein Signal gegen den „Geld- und Warenwucher“, die „Wegelagerer“ und „Spekulanten … zumeist Juden“ gesetzt werden. Die im Kern antiliberalistische Ausrichtung der von Franz Lawaczeck im Konzept des Stufenkraftwerks vertretene Wirtschaftsauffassung geht von einer primär „jüdisch“ definierten, kapitalistischen Privatwirtschaft aus, die den Strommarkt zuungunsten des „deutschblütigen“ Handwerkers und Bauern für eigenes Profitstreben nutzt. Mit dem Wirtschaftsmodell des Stufenkraftwerks wirbt der NS-Ideologe Lawaczeck für eine Volkswirtschaft, die dem „rassenmäßig bedingten Wunschbild“ gemäß der Vorstellung Gottfried Feders entspricht und den „germanischen Völkern“ die wirtschaftliche Befähigung verleihen sollte, „durch ihren Zusammenschluss endlich den dauernden Wall gegen Niederrassentum aufzurichten und diesen Wall dauernd geschlossen gegen Osten vorzuschieben.“ Trotz vielfacher politischer Protektion, u. a. durch den Gauleiter Jakob Sprenger, scheiterte das Vorhaben Lawaczecks, da es sich nicht als wirtschaftlich erwies. Die Ruine des Camberger Stufenkraftwerks befindet sich noch vor Ort. In der regionalen Geschichtsschreibung wird Franz Lawaczeck unter Auslassung von dessen Involvierung in den Nationalsozialismus als „Erfinder-Ingenieur“ geehrt.

#### Nationalsozialistische „Fürsorge“ im Gebäude der Freiherr-von-Schütz Schule
In der heutigen Freiherr-von-Schütz-Schule, der damaligen „Taubstummenanstalt“, war seit 1937 auf Initiative des Anstaltsdezernenten Fritz Bernotat die Camberger Haus- und Landarbeitsschule untergebracht. Nach der Abschiebung der ursprünglichen taubstummen Schülerschaft nach Frankfurt errichtete Bernotat eine Erziehungsanstalt für weibliche Fürsorgezöglinge, die zunächst vom BDM geleitet wurde, um die Schülerinnen auf ihre Rolle als Hausfrau und Mutter vorzubereiten. Neben Haushaltsführung, Gartenbau und Kinderpflege wurde dort nationalsozialistische Weltanschauung unterrichtet. Aufgrund der in Kriegszeiten immer knapper werdender Arbeitskraft wurden Fürsorgezöglinge aus der Camberger Haus- und Landarbeitsschule vorzugsweise an lokale NS-Funktionäre und Parteigenossen (Bürgermeister Lawaczeck, Baugeschäft Weyrich, Kaufhaus Ide und Burdy u. Fam. Urban) als Hausmädchen vermittelt.
Aus der organisatorisch im Verein für Volkspflege e. V. eingebetteten Haus- und Landarbeitsschule wurden Fürsorgezöglinge im Kontext der Aktion T4 in die Tötungsanstalt Hadamar verbracht und dort ermordet. Auch die im Oktober 1944 auf dem Idsteiner Kalmenhof ermordete Ruth Pappenheimer war mehrere Jahre der Haus- und Landarbeitsschule Camberg zugeordnet.

#### Stationierungen während des Zweiten Weltkrieges
Während des Zweiten Weltkriegs und speziell 1944 waren mehrere Truppenteile der Wehrmacht in der Stadt stationiert. Im Rahmen des Vorstoßes der Westalliierten bei der Eroberung des Deutschen Reiches erreichten als erste US-amerikanische Soldaten des 3. Bataillons des 385. Infanterieregiments Camberg am 29. März 1945. Dort stießen sie auf stationierte SS-Einheiten, die schließlich auch durch Artillerie der 76. US-Infanteriedivision bekämpft wurden. Die Kämpfe in der Stadt dauerten die ganze Nacht an. Am 30. März 1945 wurde Camberg um 8 Uhr von US-amerikanischen Soldaten befreit. Nach Kriegsende wurde die Stadt der US-amerikanischen Besatzungszone zugeteilt und später Teil Hessens.

### Wechselnde Regierungsbezirke, Landkreis Limburg-Weilburg
Die Stadt gehörte zum Regierungsbezirk Wiesbaden. Mit dessen Auflösung 1968 wurde Camberg Teil des Regierungsbezirks Darmstadt und 1981 Gießens. 1974 wurde die Stadt Teil des durch Fusion entstandenen Landkreises Limburg-Weilburg.
1957 begann der Neubau eines Schulzentrums, der heutigen Taunusschule. 1964 nahm dort die Realschule ihren Betrieb auf.

### Hessische Gebietsreform
In den 1970er Jahren gab es in ganz Deutschland Gebietsreformen, darunter auch die Gebietsreform in Hessen. Am 13. August 1970 trat die Kommunale Arbeitsgemeinschaft Goldener Grund in Kraft. Sie hatte zum Ziel, die Gemeinden des Goldenen Grunds durch einen freiwilligen Zusammenschluss zu vereinigen. Zehn Gemeinden, die heutigen sechs Bad Camberger Stadtteile sowie die Selterser Stadtteile Niederselters, Eisenbach und Haintchen sowie Hasselbach, heute zu Weilrod gehörig, unterzeichneten diese. Am 11. Dezember 1969 verkündete der hessische Innenminister, dass für alle Gemeinden des Landes Vorschläge zur Neugliederung ausgearbeitet werden. Dies sah vor, Camberg, Würges, Erbach, Schwickershausen und Dombach zur Stadt Camberg zu vereinigen, während Oberselters mit Niederselters, Eisenbach und Haintchen die Gemeinde Selters (Taunus) bilden sollte. Die Gemeindevertretung Dombachs war der Meinung, dass die Selbstständigkeit des Dorfes beibehalten werde, bis es von Seiten des Landes eine Zwangsvereinigung geben werde. Auch die Gemeindevertretung von Würges befürchtete, dass Bauvorhaben in ihrem Dorf zurückgestellt werden und Camberg kultureller Mittelpunkt der Stadt werde.
Im Januar 1971 wurde vom Landkreis Limburg erneut die kleine Lösung vorgeschlagen. Die heutigen Stadtteile außer Oberselters sollten die neue Stadt Camberg bilden. Es wurde jedoch auch in Betracht gezogen, dass Oberselters, Hasselbach, Walsdorf und Steinfischbach zu Camberg gehören könnten. Die Gemeindevertretung von Oberselters sprach sich im Falle einer Zusammenlegung für Camberg aus, während Hasselbach sich nach Weilrod orientierte. Die Bevölkerungen Walsdorfs und Steinfischbachs war mehrheitlich für Idstein bzw. Waldems, so dass die damals geplante Zusammenlegung mit den heutigen Stadtgrenzen übereinstimmt. Die Gemeinden Camberg, Erbach, Schwickershausen und Oberselters befürworteten diese Zusammenlegung, Dombach wollte erst abwarten und Würges keine freiwillige Zusammenlegung. Das Land Hessen nannte den 31. Dezember 1971 als letzten möglichen Termin für einen freiwilligen Zusammenschluss.
Am 9. November 1971 kam es zur Unterzeichnung eines Grenzänderungsvertrags zwischen den fünf heutigen Camberger Stadtteilen ohne Würges sowie von Eisenbach und Haintchen zur Gründung der neuen Stadt Camberg. Dieser Vertrag jedoch wurde von der Hessischen Landesregierung nicht anerkannt; diese forderte, Eisenbach, Haintchen und Oberselters der Gemeinde Niederselters anzuschließen, und schlug die Vereinigung Cambergs mit Erbach, Schwickershausen und Dombach vor.
Im Staatsanzeiger wurde 1972/3 wurde die Fusion von Bad Camberg mit den Gemeinden Dombach, Erbach und Schwickershausen zur erweiterten Stadt Bad Camberg zum 31. Dezember 1971 verkündet. 
Die Gemeinden klagten vor dem Hessischen Verwaltungsgerichtshof, um doch noch die Eingemeindung von Oberselters, Eisenbach und Haintchen zum 1. Januar 1972 durchzusetzen. Die Regierung wurde verpflichtet, die Fusion zuzulassen, sie legte jedoch Revision ein. Vor dem Verwaltungsgerichtshof in Kassel kam es zu keiner mündlichen Verhandlung mehr, und das Berufungsverfahren wurde im Mai 1975 eingestellt.
Am 1. Juli 1974 wurden dann Camberg, Würges, Erbach, Schwickershausen und Dombach zur Stadt Camberg durch Landesgesetz zwangsvereinigt. Die Gemeinde Oberselters schloss sich dem Verband an.
Für alle nach Camberg eingegliederten Gemeinden sowie für die Kernstadt wurden Ortsbezirke gebildet.

## Bevölkerung

### Einwohnerstruktur 2011
Nach den Erhebungen des Zensus 2011 lebten am Stichtag, dem 9. Mai 2011, in Bad Camberg 13.926 Einwohner. Nach dem Lebensalter waren 2394 Einwohner unter 18 Jahren, 5838 zwischen 18 und 49, 3036 zwischen 50 und 64 und 2658 Einwohner waren älter. Unter den Einwohnern waren 927 (6,7 %) Ausländer, von denen 294 aus dem EU-Ausland, 466 aus anderen europäischen Ländern und 163 aus anderen Staaten kamen. Von den deutschen Einwohnern hatten 4,5 % einen Migrationshintergrund. (Bis zum Jahr 2020 erhöhte sich die Ausländerquote auf 10,9 %.) Die Einwohner lebten in 6189 Haushalten. Davon waren 1956 Singlehaushalte, 1743 Paare ohne Kinder und 1797 Paare mit Kindern, sowie 537 Alleinerziehende und 156 Wohngemeinschaften. In 1302 Haushalten lebten ausschließlich Senioren und in 4290 Haushaltungen leben keine Senioren.

### Einwohnerentwicklung
Die Einwohnerzahlen der einzelnen Stadtteile entwickelten sich seit dem Jahr 1910 wie folgt:
| Stadtteil               | 1910  | 1970  | 1974   | 1987   | 1998   | 2004   | 2005   |
| ----------------------- | ----- | ----- | ------ | ------ | ------ | ------ | ------ |
| Bad Camberg (Kernstadt) | 2.575 | 4.956 | 5.247  | 5.586  | 6.515  | 6.800  | 6.903  |
| Erbach                  | 1.114 | 2.111 | 2.257  | 2.468  | 2.869  | 2.805  | 2.804  |
| Würges                  | 926   | 2.101 | 2.185  | 2.147  | 2.453  | 2.530  | 2.545  |
| Oberselters             | 587   |       | 1.017  | 1.002  | 1.221  | 1.178  | 1.173  |
| Schwickershausen        | 332   | 465   | 492    | 536    | 553    | 585    | 585    |
| Dombach                 | 238   | 225   | 259    | 307    | 366    | 385    | 382    |
| Bad Camberg (Gesamt)    | 5.772 |       | 11.457 | 12.045 | 13.977 | 14.281 | 14.391 |

Einwohnerzahlen der Stadt (Bad) Camberg:
| Bad Camberg: Einwohnerzahlen von 1834 bis 2020 | Bad Camberg: Einwohnerzahlen von 1834 bis 2020 | Bad Camberg: Einwohnerzahlen von 1834 bis 2020 | Bad Camberg: Einwohnerzahlen von 1834 bis 2020 | Bad Camberg: Einwohnerzahlen von 1834 bis 2020 |
| --- | ---------------------------------------------- | ---------------------------------------------- | ---------------------------------------------- | ---------------------------------------------- |
| Jahr |                                                |                                                |                                                | Einwohner                                      |
| 1834 | 1834                                           |                                                | 1.668                                          | 1.668                                          |
| 1840 | 1840                                           |                                                | 1.883                                          | 1.883                                          |
| 1846 | 1846                                           |                                                | 1.984                                          | 1.984                                          |
| 1852 | 1852                                           |                                                | 2.125                                          | 2.125                                          |
| 1858 | 1858                                           |                                                | 2.087                                          | 2.087                                          |
| 1864 | 1864                                           |                                                | 2.116                                          | 2.116                                          |
| 1871 | 1871                                           |                                                | 2.073                                          | 2.073                                          |
| 1875 | 1875                                           |                                                | 2.159                                          | 2.159                                          |
| 1885 | 1885                                           |                                                | 2.373                                          | 2.373                                          |
| 1895 | 1895                                           |                                                | 2.386                                          | 2.386                                          |
| 1905 | 1905                                           |                                                | 2.511                                          | 2.511                                          |
| 1910 | 1910                                           |                                                | 2.574                                          | 2.574                                          |
| 1925 | 1925                                           |                                                | 2.519                                          | 2.519                                          |
| 1939 | 1939                                           |                                                | 2.897                                          | 2.897                                          |
| 1946 | 1946                                           |                                                | 3.956                                          | 3.956                                          |
| 1950 | 1950                                           |                                                | 4.040                                          | 4.040                                          |
| 1956 | 1956                                           |                                                | 4.111                                          | 4.111                                          |
| 1961 | 1961                                           |                                                | 4.222                                          | 4.222                                          |
| 1967 | 1967                                           |                                                | 4.699                                          | 4.699                                          |
| 1970 | 1970                                           |                                                | 5.009                                          | 5.009                                          |
| 1973 | 1973                                           |                                                | 11.442                                         | 11.442                                         |
| 1975 | 1975                                           |                                                | 11.405                                         | 11.405                                         |
| 1980 | 1980                                           |                                                | 11.455                                         | 11.455                                         |
| 1985 | 1985                                           |                                                | 12.202                                         | 12.202                                         |
| 1990 | 1990                                           |                                                | 12.990                                         | 12.990                                         |
| 1995 | 1995                                           |                                                | 13.701                                         | 13.701                                         |
| 2000 | 2000                                           |                                                | 13.982                                         | 13.982                                         |
| 2005 | 2005                                           |                                                | 14.392                                         | 14.392                                         |
| 2010 | 2010                                           |                                                | 14.078                                         | 14.078                                         |
| 2011 | 2011                                           |                                                | 13.926                                         | 13.926                                         |
| 2015 | 2015                                           |                                                | 14.031                                         | 14.031                                         |
| 2020 | 2020                                           |                                                | 14.184                                         | 14.184                                         |
| Datenquelle: Historisches Gemeindeverzeichnis für Hessen: Die Bevölkerung der Gemeinden 1834 bis 1967. Wiesbaden: Hessisches Statistisches Landesamt, 1968. Weitere Quellen: LAGIS; Hessisches Statistisches Informationssystem; Zensus 2011 Nach 1970 einschließlich der im Zuge der Gebietsreform in Hessen eingegliederten Orte. |                                                |                                                |                                                |                                                |

## Religion

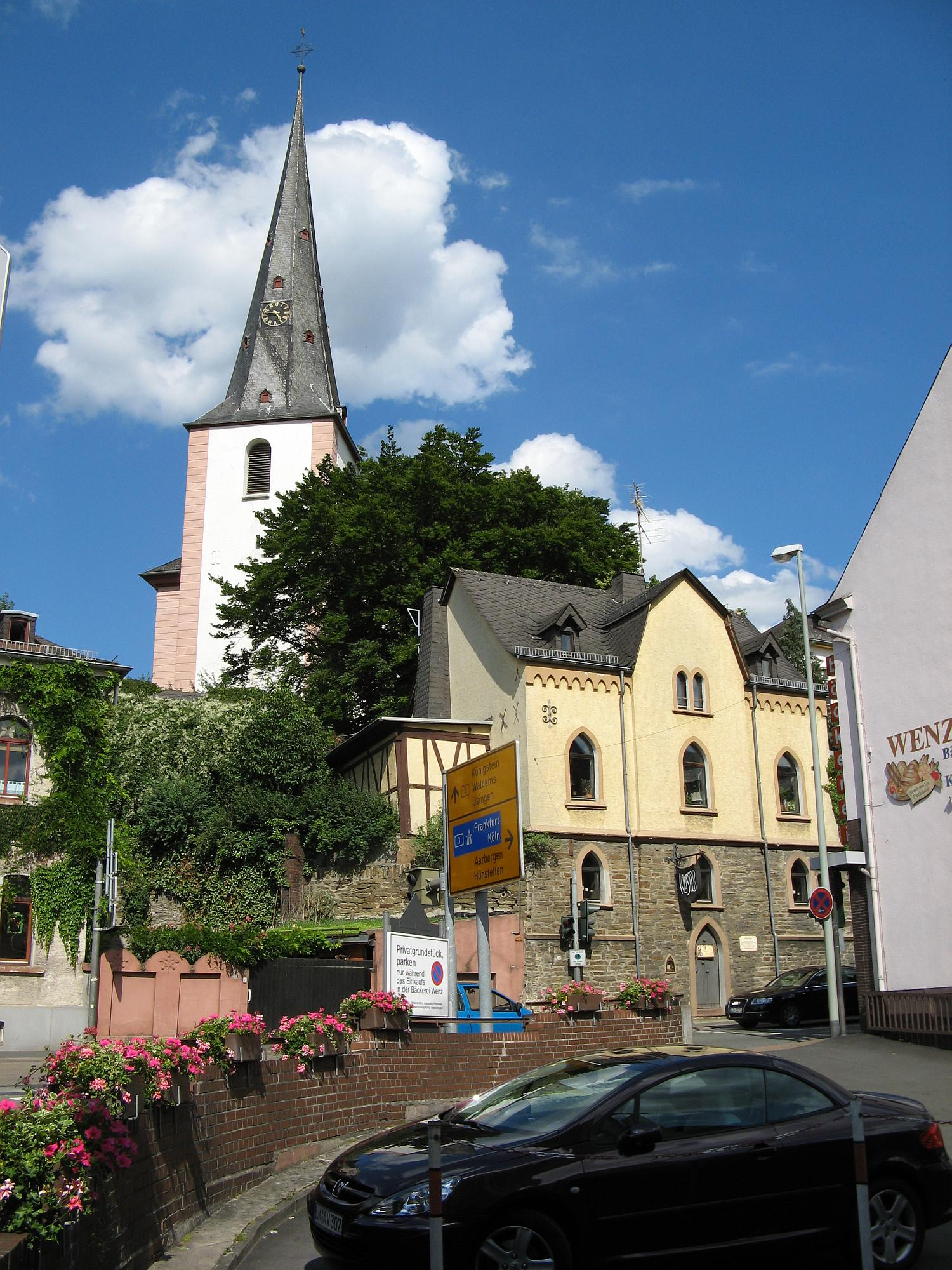
Im Vordergrund das Klösterchen der Dernbacher Schwestern, im Hintergrund der Turm der katholischen Pfarrkirche St. Peter und Paul

Im Gegensatz zu den östlichen, südlichen und westlichen Nachbargemeinden ist Bad Camberg mit seinen Stadtteilen seit jeher katholisch geprägt. Durch die Zugehörigkeit zum Kurfürstentum Trier bis 1803 war das damalige Amt Camberg nahezu ausschließlich katholisch. Derzeit leben in der Kernstadt etwa 3600 Katholiken, was einem Anteil von 52 % entspricht. Es gibt sechs katholische Kirchengemeinden, die zum pastoralen Raum Bad Camberg zusammengeschlossen sind: St. Peter und Paul in Bad Camberg, St. Mauritius in Erbach, St. Ferrutius in Würges, St. Antonius in Oberselters, St. Georg in Schwickershausen und St. Wendelin in Dombach.
Die Evangelische Martinskirche wurde am 8. September 1897 eingeweiht, zuvor mussten die protestantischen Bürger die Kirchen in Niederselters und Walsdorf benutzen. Einzugsgebiet der Bad Camberger Kirche sind die Kernstadt, Erbach, Würges, Dombach und Schwickershausen, während die evangelischen Christen aus Oberselters die Christuskirche in Niederselters besuchen. Bad Camberg und Selters sind zu einer Kirchengemeinde zusammengeschlossen.
Seit dem Jahr 2007 gibt es in Bad Camberg die Freie evangelische Gemeinde (FeG) Bad Camberg. Sie im Bund Freier evangelischer Gemeinden (BFeG) organisiert. Da die Gemeinde über keine eigenen Räume verfügt, finden die Gottesdienste in der Aula der Freiherr-von-Schütz-Schule in Bad Camberg statt.
Vom 17. Jahrhundert bis zum Jahr 1942 gab es eine jüdische Gemeinde in Camberg. In den Stadtteilen lebten keine Juden, allerdings gehörten die jüdischen Bewohner von Walsdorf, Steinfischbach (ab 1907) und Eisenbach zur Gemeinde Camberg. Die Synagoge wurde bei den Novemberpogromen 1938 schwer beschädigt. Die Anzahl der in Camberg lebenden Juden verringerte sich durch Emigration, Flucht und Wegzug in den Jahren 1933 bis 1939 von 69 auf 19 Personen. Im Jahr 1942 wurden die letzten in Camberg lebenden Mitglieder der jüdischen Kultusgemeinde nach Frankfurt deportiert und ermordet.
Historische Religionszugehörigkeit
| • 1885: | 226 evangelische (= 9,5 %), 2039 katholische (= 85,9 %), 108 jüdische (= 4,6 %) Einwohner     |
| • 1961: | 705 evangelische (= 16,7 %), 3462 katholische (= 82,0 %) Einwohner                            |
| • 1987: | 2417 evangelische (= 20,1 %), 8467 katholische (= 70,3 %), 1161 sonstige (= 9,6 %) Einwohner  |
| • 2011: | 2980 evangelische (= 21,5 %), 7400 katholische (= 53,1 %), 3540 sonstige (= 25,4 %) Einwohner |

## Politik

### Stadtverordnetenversammlung
Die Kommunalwahl am 14. März 2021 lieferte folgendes Ergebnis, in Vergleich gesetzt zu früheren Kommunalwahlen:
| Sitzverteilung in der Stadtverordnetenversammlung 2021Insgesamt 37 Sitze - SPD: 11 - Grüne: 7 - FDP: 2 - CDU: 17 | Parteien und Wählergemeinschaften | Parteien und Wählergemeinschaften           | 2021  | 2021  | 2016  | 2016  | 2011  | 2011  | 2006  | 2006  | 2001  | 2001  |
| Sitzverteilung in der Stadtverordnetenversammlung 2021Insgesamt 37 Sitze - SPD: 11 - Grüne: 7 - FDP: 2 - CDU: 17 | Parteien und Wählergemeinschaften | Parteien und Wählergemeinschaften           | %     | Sitze | %     | Sitze | %     | Sitze | %     | Sitze | %     | Sitze |
| Sitzverteilung in der Stadtverordnetenversammlung 2021Insgesamt 37 Sitze - SPD: 11 - Grüne: 7 - FDP: 2 - CDU: 17 | CDU                               | Christlich Demokratische Union Deutschlands | 44,6  | 17    | 47,1  | 17    | 44,0  | 16    | 47,1  | 17    | 47,9  | 18    |
| Sitzverteilung in der Stadtverordnetenversammlung 2021Insgesamt 37 Sitze - SPD: 11 - Grüne: 7 - FDP: 2 - CDU: 17 | SPD                               | Sozialdemokratische Partei Deutschlands     | 29,4  | 11    | 39,8  | 15    | 40,0  | 15    | 42,8  | 16    | 40,3  | 15    |
| Sitzverteilung in der Stadtverordnetenversammlung 2021Insgesamt 37 Sitze - SPD: 11 - Grüne: 7 - FDP: 2 - CDU: 17 | Grüne                             | Bündnis 90/Die Grünen                       | 20,1  | 7     | 13,2  | 5     | 14,6  | 5     | 7,0   | 3     | 8,4   | 3     |
| Sitzverteilung in der Stadtverordnetenversammlung 2021Insgesamt 37 Sitze - SPD: 11 - Grüne: 7 - FDP: 2 - CDU: 17 | FDP                               | Freie Demokratische Partei                  | 5,9   | 2     | —     | —     | —     | —     | 3,0   | 1     | 3,4   | 1     |
| Sitzverteilung in der Stadtverordnetenversammlung 2021Insgesamt 37 Sitze - SPD: 11 - Grüne: 7 - FDP: 2 - CDU: 17 | Linke                             | Die Linke                                   | –     | –     | —     | —     | 1,4   | 1     | —     | —     | —     | —     |
| Sitzverteilung in der Stadtverordnetenversammlung 2021Insgesamt 37 Sitze - SPD: 11 - Grüne: 7 - FDP: 2 - CDU: 17 | Gesamt                            | Gesamt                                      | 100,0 | 37    | 100,0 | 37    | 100,0 | 37    | 100,0 | 37    | 100,0 | 37    |
| Sitzverteilung in der Stadtverordnetenversammlung 2021Insgesamt 37 Sitze - SPD: 11 - Grüne: 7 - FDP: 2 - CDU: 17 | Wahlbeteiligung in %              | Wahlbeteiligung in %                        | 55,2  | 55,2  | 51,4  | 51,4  | 47,6  | 47,6  | 48,2  | 48,2  | 54,5  | 54,5  |

### Bürgermeister

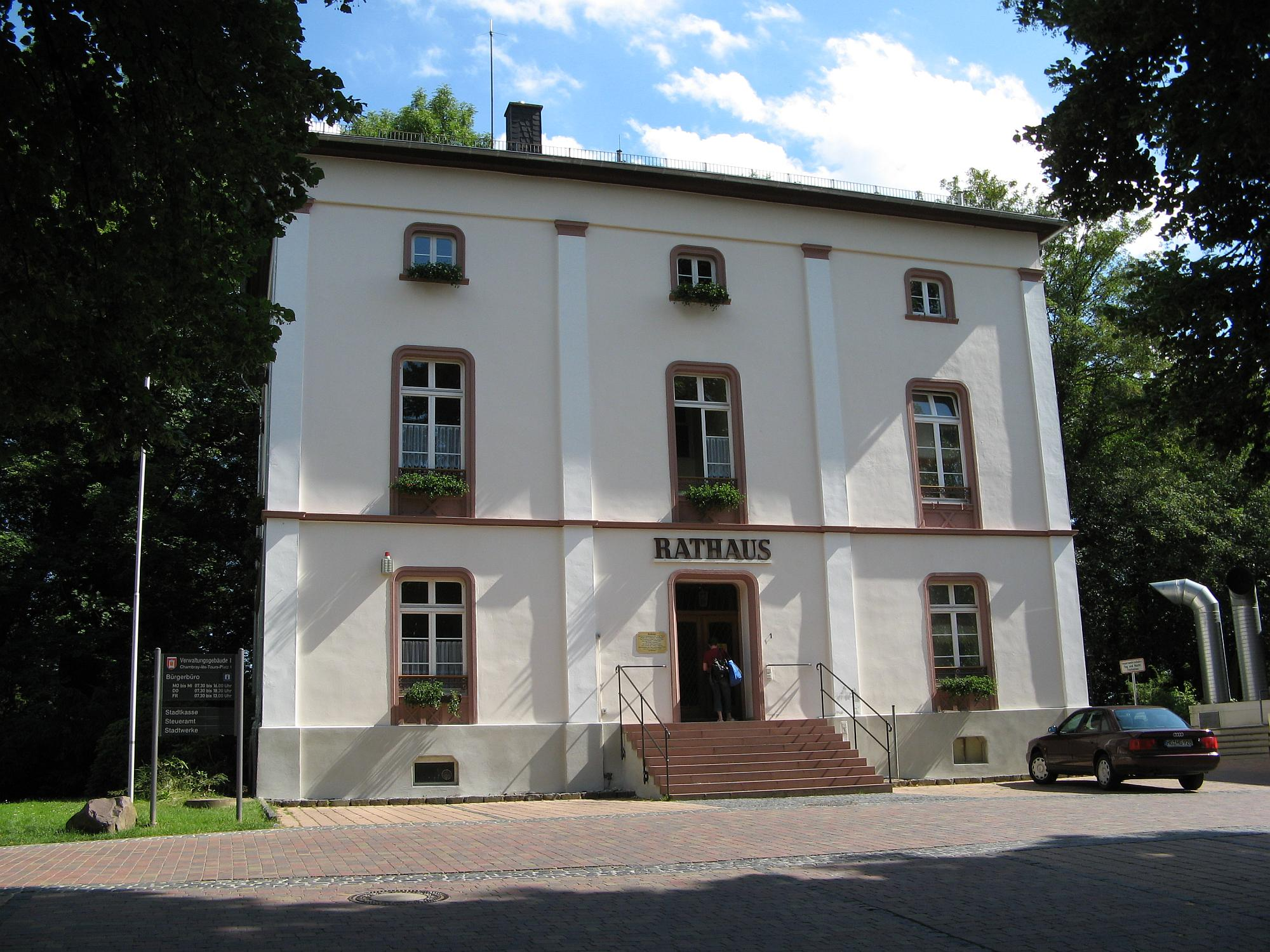
Das Rathaus (erbaut 1860)

Nach der hessischen Kommunalverfassung wird der Bürgermeister für eine sechsjährige Amtszeit gewählt, seit dem Jahr 1993 in einer Direktwahl, und ist Vorsitzender des Magistrats, dem in der Stadt Bad Camberg neben dem Bürgermeister ehrenamtlich ein Erster Stadtrat und elf weitere Stadträte angehören. Bürgermeister ist seit dem 25. April 2023 Daniel Rühl (CDU). Er setzte sich am 6. November 2022 im ersten Wahlgang gegen Amtsinhaber Jens-Peter Vogel (Einzelbewerber, SPD-Mitglied), der sich um eine zweite Amtszeit beworben hatte, bei 55,9 Prozent Wahlbeteiligung mit 71,2 Prozent der Stimmen durch.
Amtszeiten der Bürgermeister
- 2023–2029 Daniel Rühl (CDU)[57]
- 2017–2023 Jens-Peter Vogel (SPD)[58]
- 2005–2017 Wolfgang Erk (SPD) (Der Amtsantritt verzögerte sich wegen einer Wiederholung der Stichwahl)
- 1992–2004 Gerhard Reitz (SPD)
- 1966–1992 Ernst Enzmann (CDU) (in seine Amtszeit fiel die kommunale Gebietsreform 1974)

### Ortsbeiräte
Für alle Stadtteile wurde je ein Ortsbezirke mit Ortsbeirat und Ortsvorsteher, nach Maßgabe der §§ 81 und 82 HGO und des Kommunalwahlgesetzes in der jeweils gültigen Fassung gebildet.
Die Ortsbezirke sind durch das Gebiet der ehemaligen Gemeinden abgegrenzt und besteht je nach Stadtteilgröße aus fünf bis neuen Mitgliedern.
Die Wahl der Ortsbeiräte erfolgt im Rahmen der Kommunalwahlen. Der Ortsbeirat wählt eines seiner Mitglieder zum Ortsvorsteher bzw. zur Ortsvorsteherin.

### Ortsbeirat der Kernstadt
Der Ortsbeirat der Kernstadt Bad Camberg besteht aus neuen Mitgliedern. Bei den Kommunalwahlen in Hessen 2021 betrug die Wahlbeteiligung zum Ortsbeirat 53,83 %. Dabei wurden gewählt: drei Mitglieder der SPD, vier Mitglieder der CDU und zwei Mitglieder der Bündnis 90/Die Grünen. Der Ortsbeirat wählte Susanne Wenz-Erk (SPD) zur Ortsvorsteherin.

### Bundes- und Landespolitik
Bei Bundestagswahlen gehört die Stadt seit 1949 zum Wahlkreis Rheingau-Taunus – Limburg, der seit 1998 durch den CDU-Abgeordneten Klaus-Peter Willsch in Berlin vertreten wird. Bad Camberg ist Teil des Landtagswahlkreises Limburg-Weilburg II, in dem bei der Wahl 2013 der in der Stadt lebende Andreas Hofmeister als Nachfolger des langjährigen Abgeordneten Karlheinz Weimar (beide CDU) direkt gewählt wurde.
Im überregionalen Vergleich erzielten CDU und FDP in Bad Camberg über-, SPD und Die Linke unterregionale Stimmenanteile. Die Bundestags-, Landtags- und Europawahlen seit 2004 lieferten in der Stadt folgende Ergebnisse:
| Partei   | EW ’04 | BTW ’05 | LTW ’08 | LTW ’09 | EW ’09 | BTW ’09 | LTW ’13 | BTW ’13 |
| -------- | ------ | ------- | ------- | ------- | ------ | ------- | ------- | ------- |
| CDU      | 51,6   | 41,7    | 47,9    | 48,3    | 47,2   | 39,3    | 47,0    | 47,2    |
| SPD      | 22,1   | 31,3    | 29,1    | 17,3    | 18,5   | 20,8    | 25,6    | 23,7    |
| FDP      | 5,9    | 11,7    | 9,2     | 16,2    | 11,4   | 17,3    | 4,6     | 5,5     |
| Grüne    | 10,9   | 8,4     | 6,8     | 10,7    | 12,0   | 10,7    | 9,1     | 8,0     |
| Linke    | 1,2    | 3,9     | 3,6     | 3,8     | 2,8    | 6,8     | 4,2     | 5,1     |
| AfD      | –      | –       | –       | –       | –      | –       | 4,3     | 6,6     |
| Sonstige | 8,3    | 3,0     | 3,4     | 3,7     | 8,1    | 5,1     | 5,2     | 3,9     |

### Hoheitszeichen

Bannerflagge

Die Stadt Bad Camberg führt ein Dienstsiegel, ein Wappen und eine Flagge.
| Wappen von Bad Camberg | Blasonierung: „In Rot ein gezinnter silberner Turm mit blauem Zeltdach und geschlossenem goldenen Tor, über dem Sockel belegt mit rotem Viereck, darin übereinander zwei herschauende, schreitende, blau bewehrte, goldene Löwen.“                                                           |
| Wappen von Bad Camberg | Wappenbegründung: Das Wappen der Stadt zeigt den Obertorturm, den östlichen Turm der Stadt, mit seinem Tore. Die goldenen Löwen auf rotem Grund stammen aus dem Wappen der Grafschaft Diez, zu der Bad Camberg gehört hatte. Das Stadtwappen von Bad Camberg wurde 1907 offiziell genehmigt. |

### Städtepartnerschaften
- seit 1987:  Chambray-lès-Tours, Frankreich
- seit 1991:  Bad Sulza, Thüringen

Seit 3. Oktober 1987 ist Bad Camberg mit der französischen Stadt Chambray-lès-Tours verschwistert. Im Mai 2012 wurde das 25-jährige Bestehen dieser Städtepartnerschaft in Chambray gefeiert. Im Laufe dieser langen Zeit sind enge Freundschaften zwischen den Bewohnern der beiden Städte entstanden. Spätestens alle fünf Jahre finden große Partnerschaftstreffen statt, an denen sowohl von deutscher als auch von französischer Seite jeweils bis zu 200 Bürger teilnehmen.
Am 9. Januar 1991 kam es zur feierlichen Unterzeichnung der „Vereinbarung über die Städtefreundschaft zwischen Bad Sulza und Bad Camberg“. Im Laufe der Jahre gab es immer wieder Anlässe, sich gegenseitig zu besuchen, insbesondere die Bürgermeister und die Spitzen der Verwaltung pflegen einen regelmäßigen Austausch.

## Kultur und Sehenswürdigkeiten

### Bauwerke

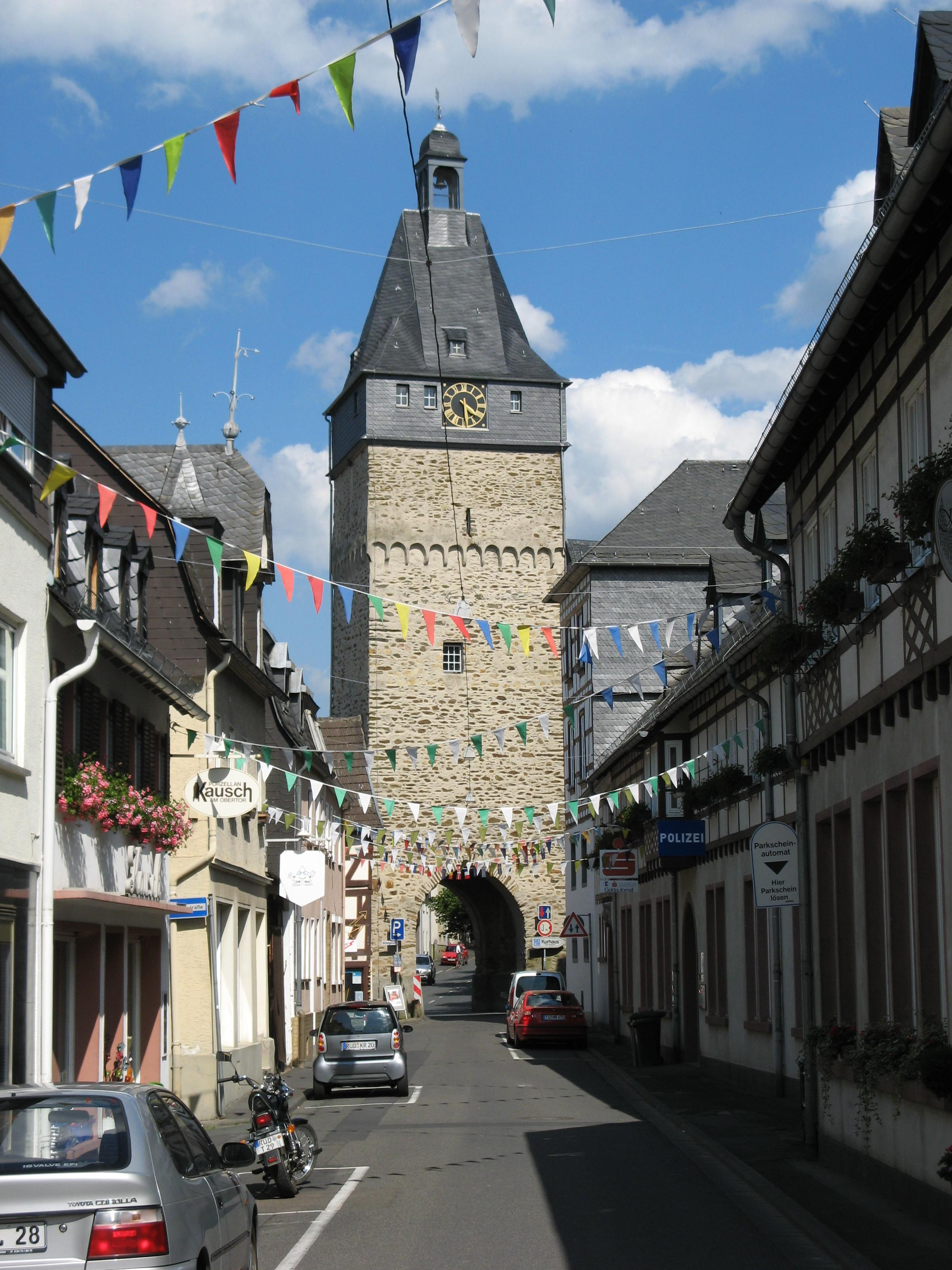
Der Obertorturm aus der Stadt heraus gesehen

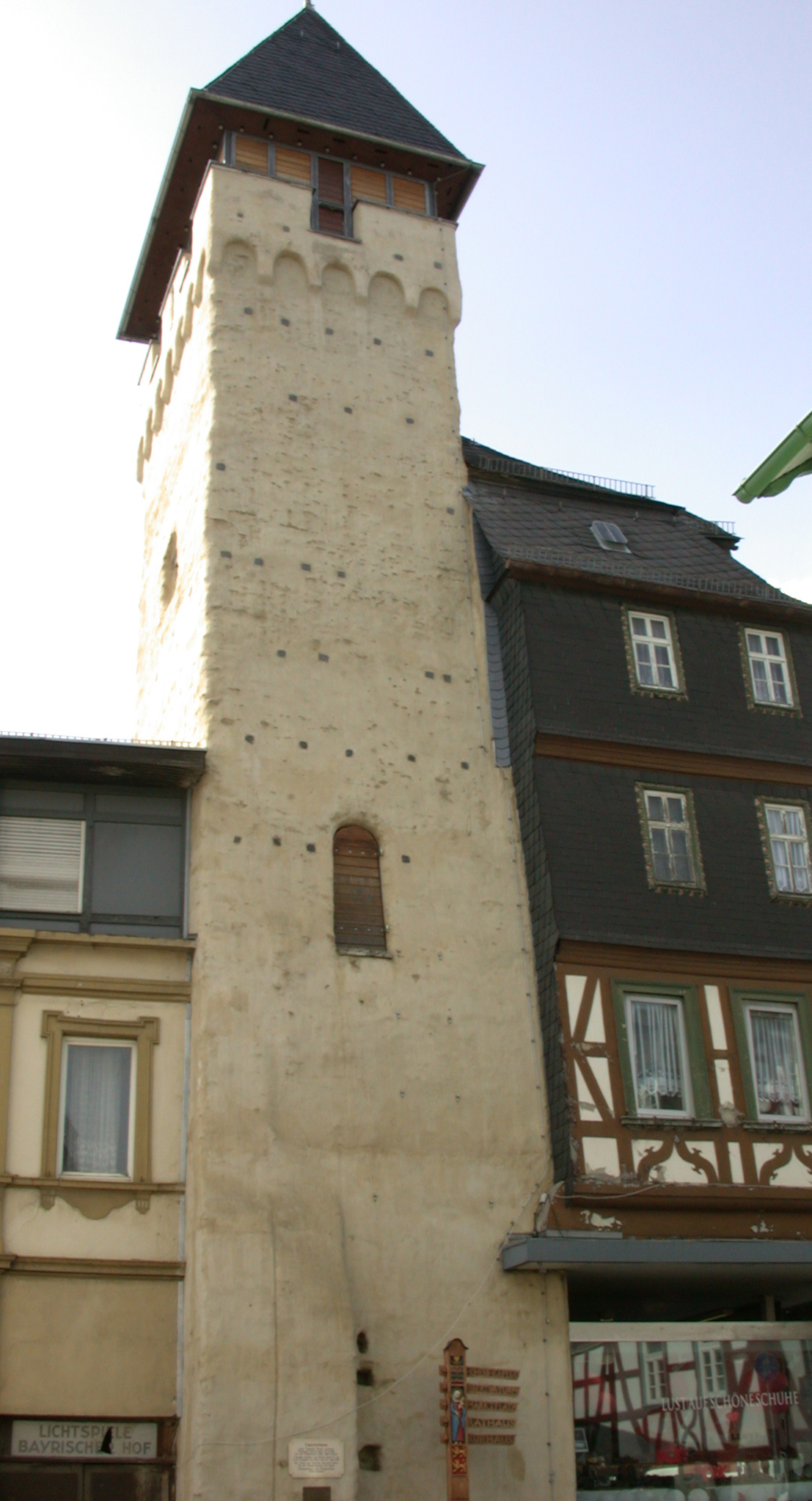
Untertorturm

Die Kreuzkapelle ist das Wahrzeichen der Stadt. Die heutige Kapelle wurde 1725 auf einem Berg östlich der Stadt erbaut und ist schon von Weitem sichtbar.
In der Altstadt befindet sich noch eine Vielzahl von Fachwerkhäusern, die zum Teil über eine sehr aufwendige Ornamentik verfügen. Die Häuser wurden größtenteils zwischen dem 15. und 18. Jahrhundert errichtet. Viele dieser Häuser gruppieren sich um den Marktplatz, der eine Handelsstation auf der Hohen Straße von Köln nach Frankfurt war.
Die beliebteste Sehenswürdigkeit der Stadt ist die Fachwerkbautengruppe des Amthofs. Er erstreckt sich über eine Frontlänge von 155 Metern und ist damit einer der größten Fachwerkbauten in Hessen. Das repräsentative Gebäude wurde 1605 auf den Grundmauern des Vorgängergebäudes errichtet. In den folgenden Jahren bis 1669 wurde es weiter ausgebaut und die ursprünglich drei Einzelhöfe zu einem Gesamtensemble verschmolzen.
Der Amthof war Sitz und Wohngebäude der Oberamtmänner des kurtrierischen Amts Camberg. Mit der Auflösung des Amts 1815 verlor er seine Bedeutung. 1942 erwarb die Stadt den Amthof. 1989 ließ sie ihn umfassend sanieren. Heute ist er Sitz der Stadtverwaltung.
Ein weiterer bedeutender Fachwerkbau ist die alte Amtsapotheke, deren Grundmauern aus dem Jahr 1330 stammen und die 1492 als Burgmannenhaus derer von Hattstein neu errichtet wurde. Seit 1663 beherbergt das Haus eine Apotheke. Der heutige Guttenberger Hof wurde 1336 erstmals als Sitz der Familie von Hattstein erwähnt. In seiner heutigen Form wurde es 1526 neu errichtet. Im Jahr 1767 wechselte die Anlage in den Besitz der Familie von Guttenberg und 1820 in bürgerlichen Besitz. Derzeit (Oktober 2007) wird der Guttenberger Hof saniert.
Von der ehemaligen Stadtbefestigung (siehe: Stadtmauer (Bad Camberg)) sind nur noch Reste erhalten. Mit dem Obertorturm (32 Meter hoch, erbaut um 1380) und dem Untertorturm (erbaut von 1365 bis 1380) stehen noch zwei der ehemals 13 Türme.
Angrenzend an den Amthof findet man den Obertorturm, ebenfalls ein Wahrzeichen der Stadt, das auch im Stadtwappen erscheint. Direkt daneben befindet sich die Hohenfeldkapelle. Die Kapelle ist mit zahlreichen Einrichtungsgegenständen aus verschiedenen Jahrhunderten ausgestattet, darunter Platten mit Grabinschriften der für die Stadt bedeutenden Familien von Metternich und Hohenfeld, von Schütz zu Holzhausen, von Bechtolsheim und Spies von Büllesheim. Heute dienen Obertorturm und Hohenfeldkapelle als Stadt- und Turmmuseum.
Der Untertorturm wird im Volksmund der „Schiefe Turm von Bad Camberg“ bezeichnet. Diesen Namen verdankt der Turm einer Neigung von 1,44 Metern bei einer Höhe von 21 Metern. An seiner Basis befanden sich einmal drei Tore hintereinander. Seine alte Turmhaube wurde in der Endphase des Zweiten Weltkriegs 1945 zerstört.
Die Kreuzkapelle, die Kirche St. Peter und Paul, der Ober- und der Untertorturm, die Stadtmauer, der Amthof und die Hohenfeldkapelle haben den Schutzstatus der Haager Konvention für den Kriegsfall erhalten.

#### Katholische Kirche St. Peter und Paul
Die katholische Kirche St. Peter und Paul steht im Nordwesten der Altstadt. Erstmals wurde in einer Urkunde aus dem Jahre 1156 eine St. Peter Kirche in Camberg erwähnt. Der älteste Teil der heutigen Kirche ist der 1580 gebaute Turm. Nachdem das Kirchenschiff im 18. Jahrhundert zerfallen war, musste eine neue Kirche gebaut werden. Sie wurde vom Dillenburger Bauinspektor Johann Friedrich Sckell im Zopfstil erbaut und ist damit eines von wenigen Beispielen dieser Bauweise in der Region. Der Kurtrierer Weihbischof Johannes Maria von Herbain weihte die Kirche am 15. Juli 1781 zu Ehren der Apostel Petrus und Paulus.

#### Evangelische Martinskirche
Die evangelische Martinskirche und das Pfarrhaus wurden 1896–1897 unter Pfarrer Ernst gebaut. Um staatliche Zuschüsse zu den Baukosten zu bekommen, musste sich die Gemeinde in einem langwierigen, komplexen Verfahren einerseits mit der staatlichen Bauverwaltung und andererseits mit den kirchlichen Institutionen abstimmen. Der schließlich genehmigte Entwurf stammte von Regierungs- und Baurat Hermann Eggert (damals vortragender Rat für Kirchenbau beim preußischen Ministerium der öffentlichen Arbeiten in Berlin), während der bereits im evangelischen Sakralbau erfahrene Herborner Architekt Ludwig Hofmann unter Oberaufsicht der Wiesbadener Bezirksregierung die Bauleitung ausübte. Zur Einweihung schenkte Kaiserin Auguste Viktoria der Gemeinde eine Altarbibel.

#### Kurparkbrücke
Am 2. November 2019 konnte die Einweihung der Kurparkbrücke mit einem Festprogramm gefeiert werden. Die Idee und der Wunsch nach einer Brücke über die Kurparkschlucht entstanden bereits vor fast hundert Jahren. Das Projekt konnte schließlich durch die Förderung mit EU-Mitteln über das LEADER-Förderprogramm umgesetzt und realisiert werden. Erste Entwürfe entstanden bereits Anfang der 1930er Jahre, deren effektive Umsetzung jedoch aufgrund fehlender finanzieller Mittel scheiterte. Mit Hilfe der Unterstützung des Vereins ‚Bad Camberg barrierefrei‘ konnte schließlich erreicht werden, dass die lokale Aktionsgruppe des Vereins ‚Regionalentwicklung Limburg-Weilburg e. V.‘ gemeinsam mit dem Regionalmanagement 2017 den Bewilligungsbescheid für den Bau der Kurparkbrücke übergeben konnte.
Die Errichtung der Kurparkbrücke ermöglicht nun eine barrierefreie Verbindung zwischen Kurviertel und Innenstadt und stellt somit eine erhebliche Erleichterung für Rollstuhlfahrer, aber auch für Familien mit Kinderwagen, dar.
Die Gesamtkosten dieses Projekts in Höhe von knapp 481.000,- Euro wurden durch das EU-Förderprogramm LEADER in Höhe von 200.000,- Euro gefördert.
LEADER ist ein EU-weites Förderprogramm zur Stärkung des ländlichen Raumes.

#### Baumwipfelweg Bad Camberg
Der Baumwipfelweg Bad Camberg ist ein 800 Meter langer Rundweg durch die verschiedenen Baumschichten des Waldes. Er liegt östlich von Bad Camberg nahe der Landesstraße L 3031 und ist vom Parkplatz „Vorderwald“ aus zu Fuß zu erreichen. Die in fünf Jahren komplett aus Holz gebaute Anlage wurde im Mai 2023 eröffnet.
Der Baumwipfelweg windet sich auf seinem Weg durch den Wald langsam nach oben, wobei er mehrere Türme mit Treppenaufgängen passiert. Ein etwa 28 Meter hoher Aussichtsturm bietet einen sehr guten Rundumblick über den Taunus bis hin zum Großen Feldberg. Am Ende des ansteigenden Wegs erreicht man den höchsten Punkt an einem 31 Meter hohen Treppenturm, von dem man wieder zum Eingangshäuschen hinunter gelangt.

### Kurpark
Der Kurpark in Bad Camberg wurde bereits im 18. Jahrhundert durch die Familie Schütz von Holzhausen angelegt. Der Park liegt direkt am Obertor am Rand der Altstadt. Neben zwei Wassertretbecken, dem Bestand an alten Bäumen und den Wasserspielen bietet der Park auch eine Minigolfanlage und mehrere Tennisplätze. Im Jahr 2002 wurde im Kurpark ein ca. 800 m² großer Schaukräutergarten angelegt.

### Regelmäßige Veranstaltungen

#### Herbstmarkt
In Bad Camberg findet seit 1781 jedes Jahr gleichzeitig mit dem Herbstmarkt die Camberger Kerb (hochdeutsch: Kirmes = Kirchweih) statt. Zeitpunkt ist immer das zweite Wochenende im Oktober, obwohl das eigentliche Kirchweihfest am 29. Juni (Peter und Paul) gefeiert wird. Seit dem Jahr 2004 wird diese wieder traditionell im Festzelt in den Pfortenwiesen (Alter Sportplatz) abgehalten. Veranstaltet wird die Camberger Kerb vom Verein Camberger Kerb e. V. und dem aktuellen Kerbejahrgang.

#### VW-Veteranen-Treffen
Das in der VW-Szene weltweit bekannte VW-Veteranen-Treffen der Familie Lottermann ist seit 1979 Tradition in Bad Camberg. Alle vier Jahre finden sich die ältesten und seltensten Fahrzeuge ein. Das letzte Käfertreffen fand 2019 statt.

### Sport
Erfolgreichster Fußballverein ist der RSV Würges aus dem gleichnamigen Stadtteil, der langjähriges Mitglied der zeitweise drittklassigen Fußball-Hessenliga war und zwei Mal am DFB-Pokal teilnahm. In der Kernstadt ist der auf Fußball und Handball spezialisierte SV Bad Camberg 1921 ansässig. In den Stadtteilen gibt es weitere Sportvereine.

## Wirtschaft und Infrastruktur
Die für ein Unterzentrum typischen Einrichtungen wie Banken, Allgemeinärzte, Apotheken, Grundschulen, der Stadtverwaltung, Geschäfte zur Grundversorgung etc. sind in Bad Camberg vorhanden, ebenso die für Mittelzentren typischen Einrichtungen wie weiterführende Schulen oder ein Schwimmbad. Dadurch gilt die Stadt als Unterzentrum mit Teilfunktion eines Mittelzentrums.

### Unternehmen
Im Stadtteil Oberselters ist der Brunnenbetrieb OberSelters beheimatet. Hier wird Mineralwasser unter verschiedenen Markennamen wie OberSelters Original, OberSelters Catharinen-Quelle, Nassauer Land und Bad Camberger Taunusquelle abgefüllt. Daneben gibt es Limonade und Apfelschorle der Marken OberSelters und Mabella.
Des Weiteren haben die Industrieunternehmen HACA Leitern und Weber Bürstensysteme ihren Sitz in Bad Camberg.

### Kurbetrieb

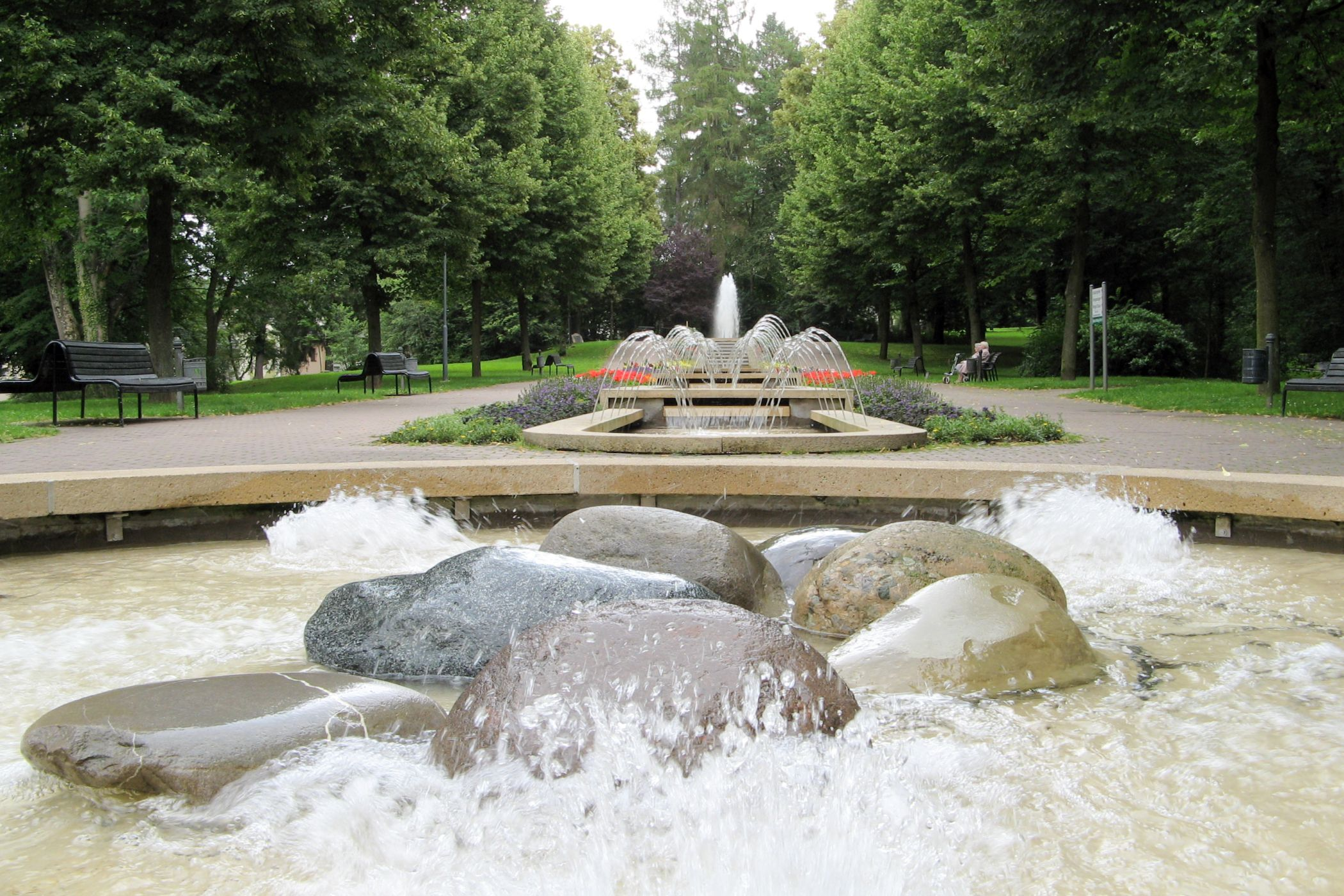
Der Brunnen im Kurpark in der Nähe des Rathauses

Das Kurangebot umfasst die MEDIAN Hohenfeld-Kliniken (Psychosomatische Medizin und Psychotherapie: 253 Betten, Orthopädie und Osteologie: 120 Betten) als Rehabilitationskliniken und eine neurologische Rehabilitationsklinik (150 Betten), mehrere Kurheime, das MEDIAN Therapiezentrum am Kurpark (Praxis für Physiotherapie, Wellness und Kneipp) sowie mehrere Wassertretanlagen. Im Jahr 2005 verzeichnete Bad Camberg 176.663 Übernachtungen von Kurgästen. Die durchschnittliche Aufenthaltsdauer betrug 8,6 Tage.

### Verkehr
Bad Camberg liegt an der A 3, die auf eine der ältesten Handelsstraßen der Welt zurückgeht sowie an der parallel verlaufenden Schnellfahrstrecke Köln–Rhein/Main. Aus der Kernstadt und den Stadtteilen pendeln zahlreiche Einwohner zur Arbeit in das Rhein-Main-Gebiet aus.

#### Hohe Straße – Autobahn
Bereits zur Bronzezeit, die in Mitteleuropa etwa um 1750 v. Chr. beginnt, führte auf der Wasserscheide der Bäche Ems und Wörs die Hohe Straße vorbei, die von Konstantinopel nach Brüssel führte. Zubringer von der Stadt zur Hohen Straße war der Limburger Weg (1355 erstmals als Lympurger Weg erwähnt), der wegen der Verwechslungsgefahr mit der Limburger Straße 1959 in Taunusstraße und 1979 in Lahnstraße umbenannt wurde. Im 18. Jahrhundert wurde die Hohe Straße nicht mehr benutzt.
1934 trat die Stadt Camberg der Gesellschaft zur Vorbereitung der Autobahn Frankfurt-Köln bei. Diese Reichsautobahn (heute A 3 bzw. E 35) wurde 1937 bis 1939 gebaut. Im Goldenen Grund stimmt deren Verlauf etwa mit dem der alten Hohen Straße überein.
Bad Camberg ist durch die gleichnamige Anschlussstelle an die Autobahn angebunden. In der Planung zunächst nicht vorgesehen, wurde die Abfahrt dann doch gebaut, um die Orte im Goldenen Grund an der Entwicklung von Verkehr und Wirtschaft teilhaben zu lassen. 1954 wurde an der Autobahn in Richtung Köln die Tank- und Raststätte Bad Camberg-Ost eröffnet, ein Jahr später folgte Bad Camberg-West in Richtung Frankfurt.

#### Via Publica – Bundesstraße 8

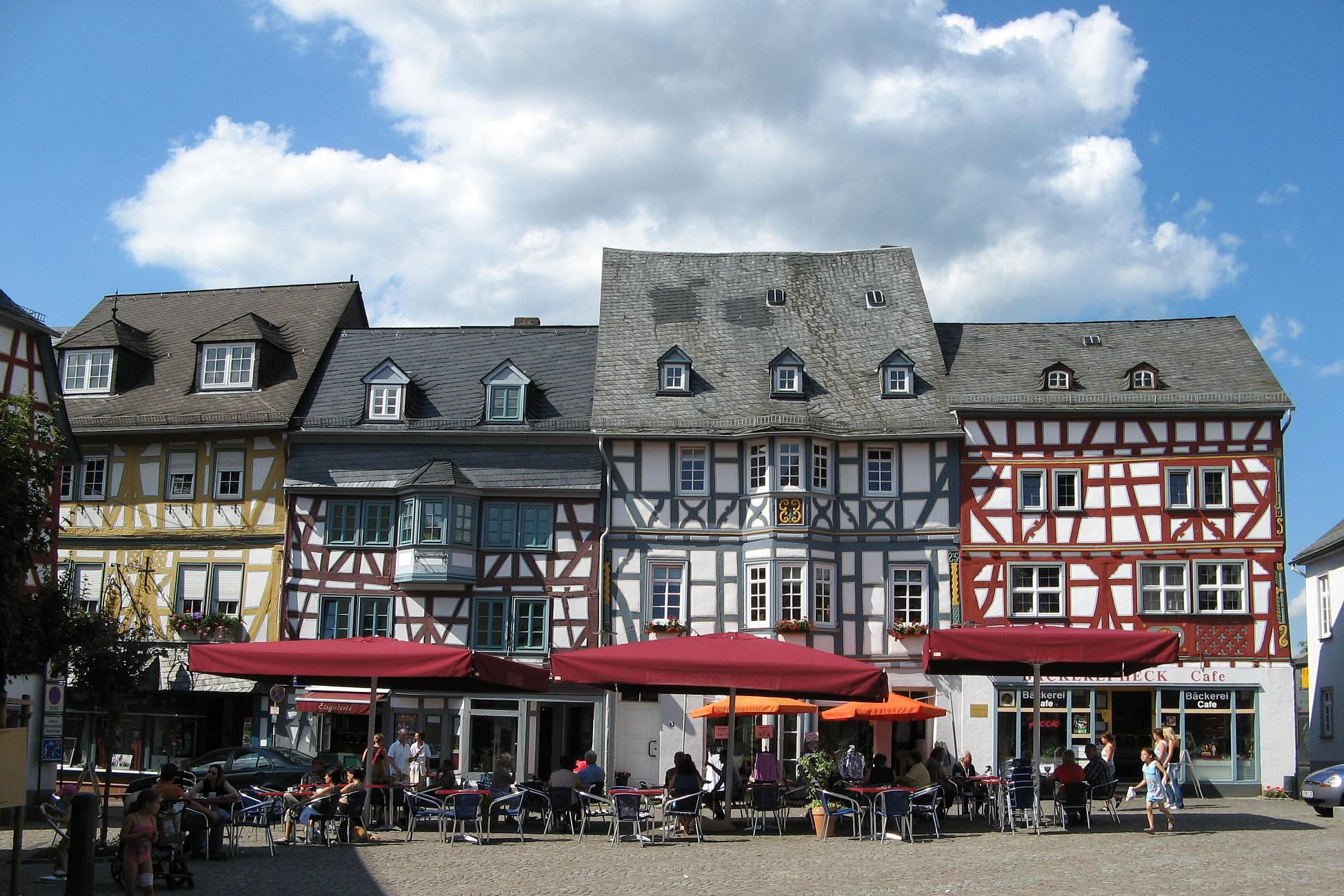
Fachwerkhäuser mit Läden am Bad Camberger Marktplatz. Dort entlang verlief die Via Publica.

Im 12. Jahrhundert wurden allmählich auch Straßen in den Tälern angelegt. Dazu trug vor allem das Anwachsen von Warenhandeln, aber auch die wachsende Gefahr auf der Hohen Straße bei. Dabei entstand die Emstalstraße, ein Teilstück der alten Via Publica (Brüssel–Prag).
Im Jahre 1768 begann Kurtrier mit dem chausseeartigen Ausbau der Landstraßen wie auch der Straße von Limburg bis zur Staatsgrenze zwischen Würges und Walsdorf, die 1780 fertig gestellt wurde. Der Oberbau der Chaussee, die am Untertorturm westlich der damaligen Stadtgrenzen vorbeiführte, war nach zwei bis drei Jahren durch den starken Verkehr wieder vollständig zerstört. 1786 beantragte daraufhin die Bürgerschaft, die Chaussee von Erbach zum Obertorturm, dann durch die Stadt durch zum Untertorturm und dann weiter nach Würges führen zu lassen. Der Antrag wurde jedoch abgelehnt. Aufgrund der kurtrierischen Wegebau-Ordnung von 1753 mussten die Bürger des Amts Camberg im Frühjahr und im Herbst Chausseefrondienste leisten. Die Lohn- und Materialkosten für die Brückenbauten stellte die kurfürstliche Hofkammer, während die Gemeinden und das Amt die Materialien zur Verfügung stellen mussten. Erst nach der Revolution von 1848 wurden alle Frondienste aufgehoben.
Aus dieser Straße entwickelte sich Anfang des 20. Jahrhunderts die Fernverkehrsstraße 8 (FVS 8), die spätere Reichsstraße 8 (R 8) und heutige Bundesstraße 8. Diese führt derzeit durch Erbach, Bad Camberg und Würges sowie an Oberselters vorbei. Für die ersten drei Stadtteile wurde seit über dreißig Jahren eine Umgehungsstraße geplant, mit deren Bau im September 2023 begonnen wurde. Die Verkehrsfreigabe ist für 2027 vorgesehen.

#### Bus und Bahn
Der Bahnhof Bad Camberg liegt an der Main-Lahn-Bahn zwischen Frankfurt und Eschhofen bei Limburg an Streckenkilometer 49,3 (von Frankfurt (Main) Hauptbahnhof gezählt). Die Strecke wurde etappenweise eröffnet und erreichte Camberg vom Bahnhof Niederselters aus im Jahr 1876. Später folgte ihre Erweiterung, so dass heute durchgehend der gesamte Abschnitt Limburg–Bad Camberg–Niedernhausen–Frankfurt bzw. Wiesbaden befahren wird. Nach Frankfurt führen die RMV-Linien RE 20 und RB 22, nach Wiesbaden über die in Niedernhausen abzweigende Ländchesbahn die RB 21.
Seit Dezember 2004 wird in Bad Camberg ein Stadtbus auf zwei Linien LM-31 und LM-32 angeboten. Beide Linien fahren über getrennte Wege vom Bahnhof in die Innenstadt und dann nach Erbach oder Würges.

#### Luftverkehr
Der Flughafen Frankfurt Main liegt circa 50 Kilometer südöstlich von Bad Camberg. Weiterhin befindet sich der Flugplatz Koblenz-Winningen circa 80 Kilometer westlich der Stadt.

### Medien
Dominierende regionale Tageszeitung in Bad Camberg ist die seit dem Jahr 1948 erscheinende Nassauische Neue Presse. Des Weiteren werden der Lokalanzeiger (samstags) und der Camberger Anzeiger (donnerstags) kostenlos an alle Haushalte verteilt. Die zwei Anzeigenblätter berichten hauptsächlich über die Stadt und die nähere Umgebung.

### Bildung
In Bad Camberg gibt es drei Grundschulen: die Regenbogenschule in Erbach, die Atzelschule in Bad Camberg und die Grundschule Würges im Stadtteil Würges. Die Taunusschule Bad Camberg ist eine Gesamtschule mit gymnasialer Oberstufe, an der Haupt-, Realschulabschluss und das Abitur absolviert werden kann. Die auf das Jahr 1810 zurückgehende Freiherr-von-Schütz-Schule deckt als Gehörlosenschule (heute mit angeschlossenem Internat) sieben hessische Stadt- und Landkreise ab. Die Kreisvolkshochschule Limburg-Weilburg e. V. betreibt in Bad Camberg eine Außenstelle.

### Kindergärten
In Bad Camberg gibt es sieben Kindergärten. Neben den drei von der Stadt betriebenen (zwei in Bad Camberg und einer in Würges), gibt es katholische Kindergärten in der Kernstadt, in Erbach und Oberselters. Darüber hinaus besteht seit 2007 ein Waldkindergarten in der Nähe der Kreuzkapelle.

### Feuerwehren
- Freiwillige Feuerwehr Bad Camberg, gegründet 1898 (seit dem 14. September 1991 mit Jugendfeuerwehr)
- Freiwillige Feuerwehr Dombach, gegründet 1975 (seit dem 22. Dezember 1995 mit Jugendfeuerwehr)
- Freiwillige Feuerwehr Erbach, gegründet 1934 (seit dem 4. März 1972 mit Jugendfeuerwehr)
- Freiwillige Feuerwehr Oberselters, gegründet 1934 (seit dem 4. Juni 1974 mit Jugendfeuerwehr)
- Freiwillige Feuerwehr Schwickershausen, gegründet 1957 (seit dem 10. November 1973 mit Jugendfeuerwehr)
- Freiwillige Feuerwehr Würges, gegründet 1905 (seit dem 2. Januar 1970 mit Jugendfeuerwehr und seit 28. Mai 2010 mit Kinderfeuerwehr)

### Deutsches Rotes Kreuz, Ortsverein Bad Camberg
Der DRK-Ortsverein Bad Camberg wurde zweimal gegründet. Er bestand in den Jahren 1932 bis 1945 und danach seit 1958. Die Mitglieder des Ortsvereins engagieren sich für die Menschen in Bad Camberg. Der Ortsverband ist im sozialen Bereich, im Sanitätsdienst sowie in der humanitären Hilfe und im Katastrophenschutz tätig. Derzeit zählt die Gliederung 518 Mitglieder.

## Persönlichkeiten

### Ehrenbürger
- Caspar Hofmann (* 29. Oktober 1899 in Camberg; † 2. November 1987), katholischer Priester, Oberstudiendirektor
- Heinz Schaus (* 15. Mai 1945), Kommunalpolitiker[91]

### Bekannte Bürger
17. Jahrhundert
- Barbara Ordeneck (* um 1600 in Würges; † 1659 in Camberg), Opfer der Camberger Hexenverfolgung
- Achatius von Hohenfeld (* 1610 auf Schloss Aistersheim (Oberösterreich); † 3. Dezember 1672 in Camberg), Nassau-Diezer Militär und Beamter, kurtrierischer Oberamtmann im Amt Camberg und Reichspfennigmeister
- Johann Theodor Zöller (* 1684; † 1758), kath. Pfarrer, später Übertritt zum kalvinistischen Glauben
- Franz Carl Friedrich von Hohenfeld (* 8. November 1696 in Bad Camberg; † 8. September 1757 in Worms), Domdekan in Worms und Statthalter des Fürstbischofs

18. Jahrhundert
- Anna Elisabeth Koch, geb. Burdi (* 1735; † 1805), Mutter des Malers Joseph Anton Koch
- Gisbert Lieber (* 1759; † 1843), Geheimer Regierungsrat beim Grafen von Sternberg-Manderscheid
- Friedrich August Schütz von Holzhausen (* 17. November 1772 in Camberg; † 3. Februar 1816 in Camberg), kurtrierer Amtmann im Amt Camberg und Rechnungskammer-Präsident im Herzogtum Nassau
- Ferdinand Christoph Schütz von Holzhausen (* 24. Oktober 1773 in Camberg; † 22. Januar 1847 ebenda), Domherr und nassauischer Landtagsabgeordneter
- Hugo Schütz von Holzhausen (* 31. Juli 1780 in Camberg; † 22. Juni 1847 in Wiesbaden), Gründer der ersten Taubstummenschule im Herzogtum Nassau
- Moritz Lieber (* 1. Oktober 1790 auf Burg Blankenheim; † 29. Dezember 1860 in Camberg), Sohn von Gisbert Lieber, Stifter des Hospitals, war ein deutscher Jurist, Politiker, Publizist, Autor, Übersetzer und Teehändler. Er gilt als „Vater“ der Deutschen Zentrumspartei
- Philipp Schütz (* 4. August 1796 in Bad Camberg; † 26. Mai 1864 in Meran), römisch-katholischer Priester und Mitglied der Deputiertenkammer der Landstände des Herzogtums Nassau
- Friedrich Halbey (* 30. Juli 1797 auf dem Eichelbacher Hof bei Camberg; † 8. April 1870 in Wiesbaden), nassauischer Beamter und Politiker und Abgeordneter der 2. Kammer der Landstände des Herzogtums Nassau

19. Jahrhundert
- Friedrich Wilhelm Schütz von Holzhausen (* 29. März 1805 in Camberg; † 12. Januar 1866 in Camberg), nassauischer Hofbeamter und Parlamentarier
- Friedrich Damian Schütz von Holzhausen (* 1. September 1821 in Camberg; † 20. Juni 1853 in Wiesbaden), nassauischer Politiker und Abgeordneter der Ständeversammlung und der 2. Kammer der Landstände des Herzogtums Nassau
- Kuno Damian Freiherr von Schütz-Holzhausen (* 15. Februar 1825 in Camberg; † 23. Juni 1883 in Bensheim), Ansiedlungsunternehmer in Peru
- Peter Cathrein (* 8. Juni 1829; † 17. August 1911), Bürgermeister
- Marie Mallarmé (* 1835 in Camberg; † 1910), geb. Christina Maria Gerhard, Ehefrau des französischen Dichters Stéphane Mallarmé
- Ernst Lieber (* 16. November 1838 in Camberg; † 31. März 1902 in Camberg), Sohn von Moritz Lieber, Zentrumspolitiker, Abgeordneter des Preußischen Landtags und Deutschen Reichstags, Mitbegründer und zeitweise Präsident des Deutschen Katholikentags
- Franz Alfred Muth (* 13. Juni 1839 in Hadamar; † 3. November 1890 in Dombach im Taunus), katholischer Priester, Philosoph
- August Lieber (* 3. August 1847 in Camberg; † 30. November 1918 in Innsbruck), Arzt und Schriftsteller
- Christian Meurer (* 20. Januar 1856 in Camberg; † 6. März 1935 in Würzburg), Kirchen- und Staatsrechtler
- Theodor Neuberger (* 5. Dezember 1856 in Camberg; † 1. November 1938 in Hamburg), Psychiater
- Anton Schütz (* 20. Oktober 1861 in Camberg; † 27. Januar 1919 in Oberlahnstein), Politiker und Abgeordneter des Provinzial- und Kommunallandtages in Nassau
- Heinrich Held (* 6. Juni 1868 in Erbach; † 4. August 1938 in Regensburg), bayerischer Politiker (BVP) und Ministerpräsident
- Johann Pipberger (* 1876 in Dehrn/Lahn; † 26. August 1945 in Bonn), Bürgermeister von 1905 bis 1933
- Paul Lawaczeck (* 22. Dezember 1878 in Ottweiler; † 26. November 1942 in Rottenburg), NS-Funktionär und stellvertretender Landrat in der Zeit des Nationalsozialismus
- Franz Lawaczeck (* 3. Juli 1880 in Camberg; 20. Januar 1969 in Pöcking am Starnberger See), Ingenieur, NS-Wirtschaftstheoretiker und Erbauer des Camberger Stufenkraftwerkes
- Wilhelm Gustav Loew (* 20. Juli 1887 in Camberg; † 18. Dezember 1977 in Saarbrücken), evangelischer Theologe und Mediziner
- Wilhelm Longert (* 13. März 1888 in Camberg; † unbekannt), Volkswirt, Hochschullehrer und nationalsozialistischer Wissenschaftsfunktionär
- Josef Rieth (* 10. April 1889 in Camberg; † 19. April 1935), Politiker (NSDAP), Amtsbürgermeister von Haltern und Landrat des Kreises Recklinghausen.
- Ernst Lawaczeck (* 18. Februar 1890 in Camberg; † 12. Oktober 1950 ebenda), NS-Bürgermeister von Camberg, Ortsgruppenleiter der NSDAP und Vorsitzender des Nationalsozialistischen Ärztebundes im Kreis Limburg
- Heinz Lawaczeck (* 19. August 1891 in Camberg; † 21. September 1963 in Hillersee), Arzt, Internist, apl. Prof. in Gießen, Stabsarzt in Hannover, Chefarzt des Feldlazaretts, ab 1940 leitender Internist im Oberkommando der Wehrmacht

20. Jahrhundert
- Ernst Meyer-Camberg (* 12. November 1904 in Würzburg; † 13. November 1985 in München), Mediziner und Studentenhistoriker, Gründer einer Kurklinik für Naturheilkunde in Bad Camberg
- Theodor Stillger (* 28. April 1920 in Camberg; † 7. Juni 1982 in London), Architekt und Pädagoge
- Helmut Peuser (* 27. April 1940 im heutigen Bad Camberger Stadtteil Erbach im Taunus; † 30. Januar 2024 in Bad Camberg), Politiker (CSU), Abgeordneter des Hessischen Landtages
- Barbara Klimmek (* 25. August 1942 in Berlin), Lehrerin, Sonderpädagogin und Autorin
- Gerd Jürgen Merz, Pseudonym Christopher Stahl (* 12. April 1944 in Bad Camberg; † 1. November 2018 in Alzey), Ökonom, Sachbuchautor und Kriminalschriftsteller
- Karlheinz Weimar (* 30. Januar 1950 in Kirberg), ehemaliger hessischer Finanzminister, lebt derzeit in Erbach
- Holker Schmidt (* 21. August 1952 in Bad Camberg; † 20. Dezember 2016 in Hünstetten-Bechtheim), Rockmusiker und Frontmann der Band Tiger B. Smith aus Bad Camberg
- Jocco Abendroth (* 28. August 1953 in Camberg; † 15. Juni 2007 in Frankfurt am Main), deutscher Sänger/Songschreiber (Herzen müssen brennen)
- Cornelia Rudloff-Schäffer (* 10. Februar 1957 in Bad Camberg), Juristin, Präsidentin des Deutschen Patent- und Markenamts
- Norbert Otto (* 19. April 1957 in Bad Camberg), Fußballspieler
- Markus Mörl (* 27. August 1959 in Camberg), deutscher Popsänger
- Vüqar Aslanov (* 1964 in Geranboj), Schriftsteller und Journalist, lebte von 2000 bis 2011 in Bad Camberg; mehrere seine Werke hat er in Bad Camberg geschrieben.
- Ayse Asar (* 1975), ehemalige Staatssekretärin im Hessischen Ministerium für Wissenschaft und Kunst, lebt in Bad Camberg
- Sarah Diehl (* 1978 in Bad Camberg-Erbach), Publizistin, Autorin, Kulturwissenschaftlerin und Dokumentarfilmemacherin